# Spanyolország
Spanyolország, hivatalos nevén Spanyol Királyság (spanyolul és galiciai nyelven Reino de España, katalánul Regne d’Espanya, baszk nyelven Espainiako Erresuma) független állam Dél-Európában, illetve Észak- és Nyugat-Afrikában (a hozzá tartozó Ceuta és Melilla autonóm városokkal, valamint a Kanári-szigetekkel). A spanyol szárazföldet délről és keletről a Földközi-tenger (amelyben az országhoz tartozó Baleár-szigetek fekszenek), északról a Vizcayai-öböl és nyugatról az Atlanti-óceán határolja. A szárazföldön Portugáliával, Franciaországgal, Andorrával és Gibraltárral határos. Spanyolország a legnagyobb a három független államból, amelyek az Ibériai-félszigeten fekszenek. Fővárosa és egyben legnépesebb metropolisza Madrid.
A magasan fejlett országok egyike, és 2020 táján a világ húsz legnagyobb export-import gazdaságának egyike. Területe alapján az EU-ban a második legnagyobb ország, a népessége alapján pedig a negyedik. 
Franciaország után a világ második leglátogatottabb országa. Kulturálisan latin Európához tartozik és a világ negyedik legnagyobb világörökségének ad otthont.
Az Európai Unió, a NATO, az ENSZ, a Kereskedelmi Világszervezet és a Gazdasági Együttműködési és Fejlesztési Szervezet tagja.

## A nép- és országnév eredete
A spanyol szó végső eredete a latin HISPANIOLUS, azaz körülbelül ’hispánka’, amely espaignol alakban került a provanszálba, onnan español írásmóddal a spanyolba, majd a többi (újlatin) nyelvbe. A magyar nyelvben egy észak-olasz nyelvjárási – s-sel ejtett – spagnol alak honosodott meg. Azonban, míg nyelvünkben a „spanyol” szó egyaránt utalhat spanyolországi és spanyol nyelvű személyre vagy dologra, addig a spanyolban megkülönböztetik a spanyol (spanyolországi) és a spanyolul beszélő (spanyol nyelvű) fogalmakat egymástól: előbbire az español, az utóbbira az hispano vagy latino szót alkalmazzák. Az ország önelnevezése – España – a latin HISPANIA folytatása, a középkori spanyolban még Hespaña alakban is előfordult.

## Földrajz

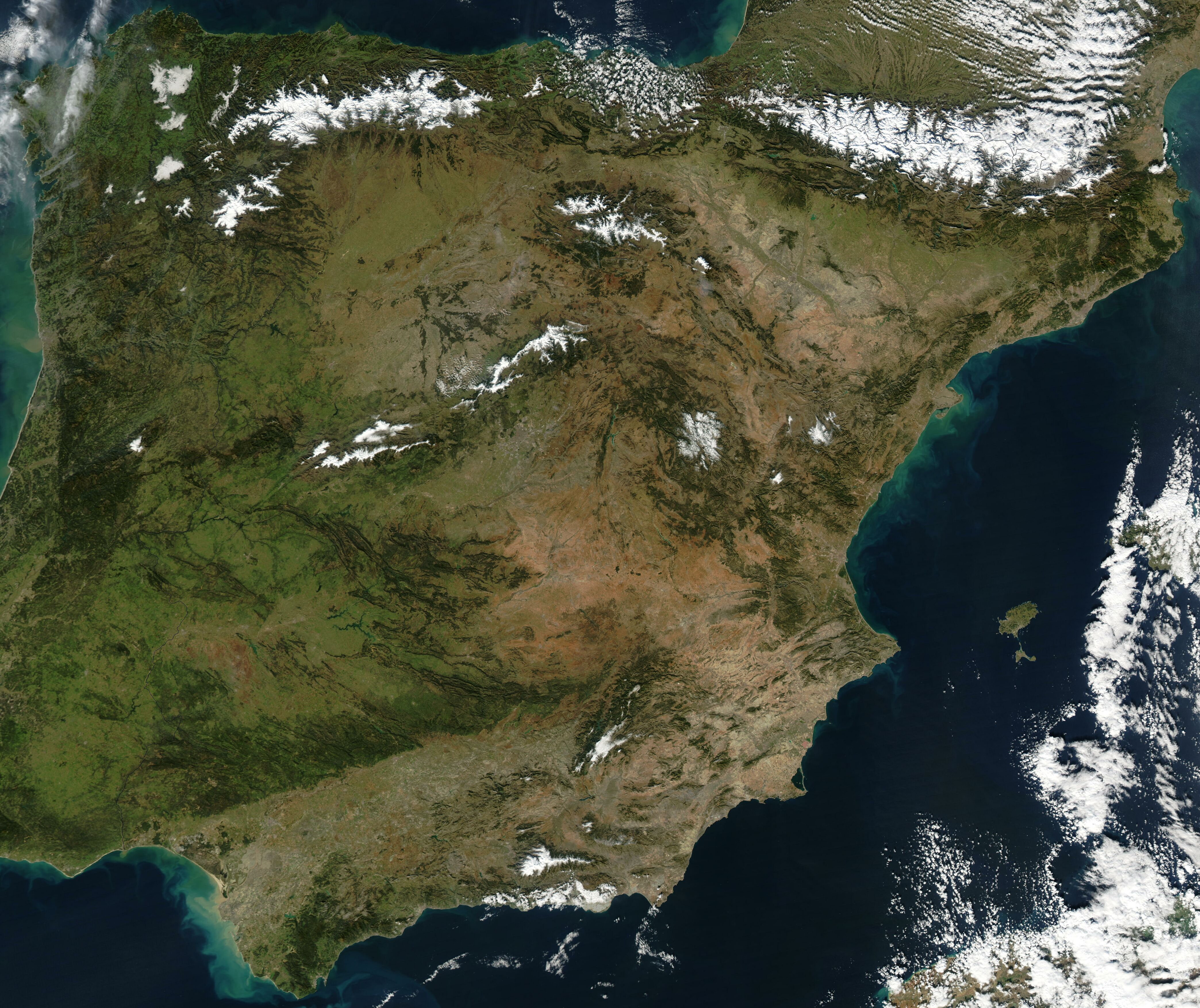
Az ország műholdas képe (2003. január)

### Fekvése, határai
Portugáliával és Gibraltárral osztozik az Ibériai-félszigeten. Északon a Pireneusok természetes határt képez Franciaország és Andorra felé. Keleten és délkeleten a Földközi-tengerrel (1663 km) érintkezik, északon a Vizcayai-öböl, északnyugaton, illetve délnyugaton a Cádizi-öböl jelenti szintén természetes határát az Atlanti-óceán (711 km) felé. Délen a Gibraltári-szoros választja el Afrikától (14 km). A partok teljes hossza 3144 km.
A királyság részei a szárazföldi területeken kívül még:
- A  Baleár-szigetek a Földközi-tengeren 5014 km², két főszigetből (Mallorca és Menorca), két kis szigetből (Ibiza és Formentera), illetve még 150 apró sziklából áll.
- A  Kanári-szigetek az Atlanti-óceánban 7550 km², összesen 7 szigetből és 6 kisebb sziklaszigetből áll. Nyugati szigetei: Tenerife, La Palma, La Gomera, Hierro, keleti szigetei: Gran Canaria, Fuerteventura, Lanzarote és öt kis sziget. 1100 km-re fekszik Cádiztól.

- Ceuta és  Melilla városok Afrika északi részén és több sziget a Földközi-tengeren a Gibraltári-szoros közelében, mint Penon de Velez, Alhucemas és Chafarinas szintén az ország területeit képezik.

Nem tartozik Spanyolországhoz a jelenleg is brit koronagyarmat  Gibraltár.

### Domborzat

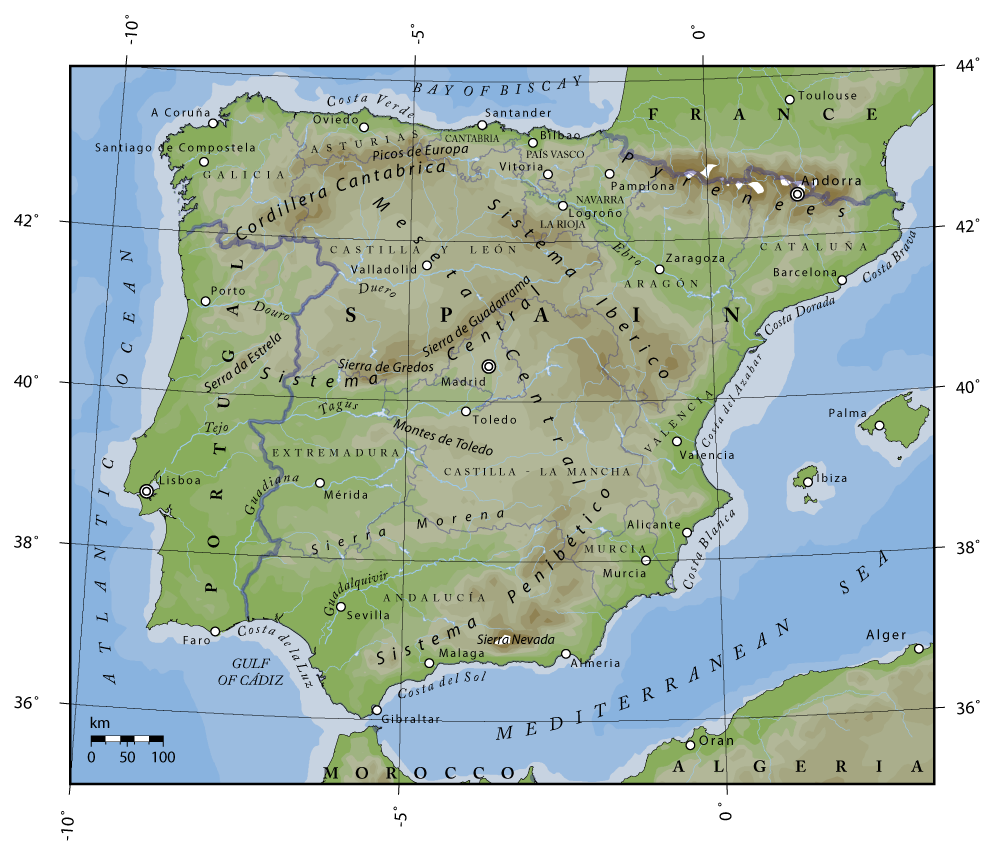
Spanyolország domborzati térképe

Spanyolország területének nagy részét fennsíkok és hegységek uralják. Az ország átlagos tengerszint feletti magassága 600 m felett van.
Geológiailag, morfológiailag a spanyol tájakat három nagyobb vidékre oszthatjuk:
- Az ország központi részén a Mezeta (Meseta Central Española) felföldje terül el, ami 200 000 km²-t foglal magába, 600–1000 méter közötti váltakozó magassággal, átlagos magassága 700–800 méter. A Kasztíliai-választóhegység (Cordillera Central) osztja két részre, melynek vonulatai a Sierra de Gata, a Sierra de Gredos és a Sierra de Guadarrama. Így alakul ki a választóhegységtől északra az Északi-Mezeta (Meseta Septrentional), attól délre pedig a Déli-Mezeta (Meseta Meridional).
- Belső peremhegységek vidéke:
  - északon az Asztúriai-hegység, legmagasabb pontja a Torre Cerredo (2648 m, Picos de Europa – masszívum)
  - északnyugat-délkeleti irányban az Ibériai-hegységrendszer (Sistema Ibérico), legmagasabb hegye a Sierra de Moncayo (2313 m).
- Külső peremhegységek vidéke:
  - Északon a Kantábriai-hegység (Cordillera Cantabrica) 1700 méteres magasságával összekapcsolja az Asztúriai-hegyvidéket a Pireneusokkal, a Kantábriai-tenger mentén vonul végig. Legmagasabb csúcsa a Picos de Europa, 2645 m.
  - A Galíciai-hegység Spanyolország északnyugati csücskében foglal helyet, rengeteg csipkézett öböllel a partvidéken.
  - A Katalóniai-hegység délnyugat felől kapcsolódik ugyancsak a Pireneusok láncaihoz, legmagasabb vonulata a Montseny (1741 m).
  - Az Andalúziai-lánchegység vagy Bétikai-Kordilerrák az ország déli részén emelkedik, a Gibraltári-szorostól a Cabo de la Nao fokáig. Az ország legmagasabb hegyei sorakoznak itt.
  - A peremhegyvidékhez csatlakoznak az Ebro-medence, a Tajo-medence és a Guadalquivir-medence.

### Vízrajz
A Spanyolországban található több mint 1800 folyam és forrás közül csak a Tajo hosszabb 960 kilométernél, és 90 kivételével mind rövidebb 96 kilométernél. Ezek a rövid folyók csak kis vízmennyiséget szállítanak, és az év némely szakaszában ki is száradnak, ám mikor nagy a vízhozam, igen sebesek. A nagy folyók többsége a magas hegységekből ered, átfolyik a központi Mezetán és Portugáliában ömlik bele az Atlanti-óceánba (kivételt képez az Ebro, amely a Földközi-tengerbe torkollik). Az északnyugati partvidéket számos, fjordhoz hasonló sziklás benyúlás tarkítja.
A Mezetán keresztül nyugatra folyó folyamok közül a Duero, a Tajo, a Guadiana és a Guadalquivir a legnagyobb. A Guadalquivir az egyik legjelentősebb, mivel a folyó áradásai a közvetlen közelében termékeny völgyet alakítottak ki. A szárazföld belsejében a folyón nagyobb hajók is könnyen hajózhatnak, és Sevillát az egyetlen olyan belföldi spanyol kikötővé teszi, ahonnan óceánjárók is indulnak. Az északi régió legnagyobb folyója a Miño.
Az ország legnagyobb gátja az El Atazar gát Madrid közelében, amely a város vízellátását biztosítja.
Európa legdélebben fekvő gleccsere a Sierra Nevada hegységben található Mulhacén hegyen van.

### Éghajlat
Az ország területének csaknem teljes egésze a szubtrópusi klímaövben fekszik, mindössze az Atlanti-óceán és a Vizcayai-öböl partvidéke tartozik az enyhe telű óceáni éghajlathoz. A belső területeken a kontinentális hatás érvényesül. Az ország klímáját több zónára oszthatjuk.

### Növény- és állatvilág
Északi részén, a Kantábriai-hegységben és Galíciában az óceáni éghajlat hatására erikafélékben és pillangósvirágúakban gazdag fenyérek, rétek és lombhullató erdők, a magasabban fekvő területeken fenyvesek alakultak ki. A Pireneusok növényzete a tszfm.-nak megfelelően és K-Ny-i irányban is változik. Nyugaton tölgy (pl. kocsányos tölgy), feljebb bükk alkotta lombhullató erdők, a Középső-Pireneusok magasabb régióiban fenyvesek, felettük havasi rétek, keleten a mediterrán hatás miatt keménylombú erdők, felettük mediterrán tűlevelű erdők vannak. 
Mediterrán flóraterület: kevés az erdőterület, főleg magyaltölgy és paratölgy, píneaerdők aleppóifenyővel és pínea fenyővel, délen a betelepített agávé, eukaliptusz és az őshonos törpepálma, továbbá olajfa, mirtusz, oleander, citrom- és narancsültetvények, a Mesetán macchia cserjés, bodorrózsa vagy sztyeppés pusztaság.
Az ország mediterrán területei erdőinek kivágását már az ókorban megkezdték, helyükön sok helyen gyéren gyepes, lepusztult felszínű, sziklás területek vagy másodlagosan kialakult mediterrán cserjések, illetve citrus- és olajfaültetvények vannak. 
A ragadozó állatok közül előfordul a róka, a farkas, a vadmacska, a párduchiúz, a barnamedve, az afrikai eredetű egyiptomi mongúz és a petymeg. 
Európában csak itt él dögkeselyű, (Máltán kívül) kaméleon, cibetmacska, védett a spanyol kőszáli kecske és a muflon. 

### Természetvédelem
Természetvédelem alatt álló terület nagysága: 9,2% (2003). Az UNESCO bioszféra-programja keretében 14 bioszféra-rezervátumot alapítottak. Több régiót madárvédelmi területté nevezett ki a kormány, hat tengeri terület a Földközi-tengeren különleges védelem alatt áll.
Spanyolországban környezetvédelmi problémát jelent az erdők fogyása, a talajerózió, a tavak elsavasodása, a folyók szennyezése. A turizmus jelentős mértékben hozzájárul a környezet szennyezéséhez, különösen a Földközi-tenger partján, a nyári hónapokban.

#### Természeti világörökség
A természeti világörökség részei az UNESCO szerint:
- Garajonay Nemzeti Park a Kanári-szigeteken, La Gomera szigetén;
- Doñana Nemzeti Park Andalúziában;
- Teide Nemzeti Park a Kanári-szigeteken, Tenerife szigeten a Pico de Teide nevű hegyen.

Egyszerre természeti és kulturális világörökség:
- A Mediterrán-medence sziklafestményei az Ibériai-félszigeten;
- Pireneusok – Mont Perdu / Monte Perdido (Franciaországgal közös);
- Ibiza élővilága és kultúrája a Baleár-szigetekhez tartozó Ibiza szigeten;

## Történelme
A modern Spanyolország mai területén több nép is letelepedett, mint például a kelták, az ibérek, a rómaiak, a vizigótok és a mórok.
A hódítás hosszú és kemény harcai után az Ibériai-félsziget a Római Birodalom Hispania nevű provinciája lett. A korai középkorban germán uralom alatt állott.
A középkorban több mint öt évszázadig, nagy területek voltak iszlám uralom alatt, melyeknek egy töredéke 1492-ig állt fenn, amikor az Aragónia és Kasztília keresztény királyságai 770 év után elfoglalták az utolsó ibériai muszlim államot, a Granadai Emírséget. Ugyanabban az évben, Kolumbusz Kristóf elérte az Újvilágot, amivel megalakította a világuraló Spanyol Birodalmat. Spanyolország lett Európa legerősebb hatalma. A világ vezető hatalma volt a 16. században és a 17. század első felében, de a folyamatos háborúk és más problémák fokozatosan aláásták erejét.
Franciaország a 19. század elején megszállta Spanyolországot, ami káoszt váltott ki; a birodalom legnagyobb része függetlenné vált Spanyolországtól, ahol folytatódott a politikai instabilitás. A 20. században polgárháború pusztította az országot, azután autoriter kormányzata volt. A század közepén Francisco Franco alakított ki diktatúrát Spanyolországban, és demokratikus állam csak 1978-ban alakult ki. Ezekben az években az ország stagnált, bár az időszak végét jelentős gazdasági fejlődés jellemezte.
Az ország 1986-ban belépett az Európai Unióba, ezután Spanyolország gazdasági és kulturális reneszánszát élte egészen a 2008-ban kirobbant gazdasági világválságig, ekkor ugyanis gazdasága súlyos válságba került.

### Őskor
- Az Ibériai-félsziget őslakosai

A történelmi Hispania a jelenlegi Spanyolország, már az ős- és újkőkortól lakott volt. Az ország északi partvidékén, Santander közelében lévő barlangok (Altamira-barlang) az őskőkori ember festményeit rejtik. A 18 méter hosszú és 8 méter széles főterem mennyezetét szarvasokat, vaddisznókat, lovakat és bölényeket ábrázoló élethű festmények borítják – akad köztük két méternél hosszabb is. Az alakokat faszénnel rajzolták meg, majd földfestékekkel élénkvörösre és ibolyaszínűre festették. A kisebb termekben fekete színnel festett és vésett képek is találhatók. A festményeket 1879-ben fedezte fel egy környékbeli földbirtokos, Marcellino de Sautola, aki tűzkőből és állati csontból készült szerszámokat is talált a barlangban. A spanyol és külföldi szakértők eleinte hamisítványnak tartották a festményeket, amelyekről végül csak 1902-ben állapították meg, hogy valóban i. e. 13 500 körül készülhettek.

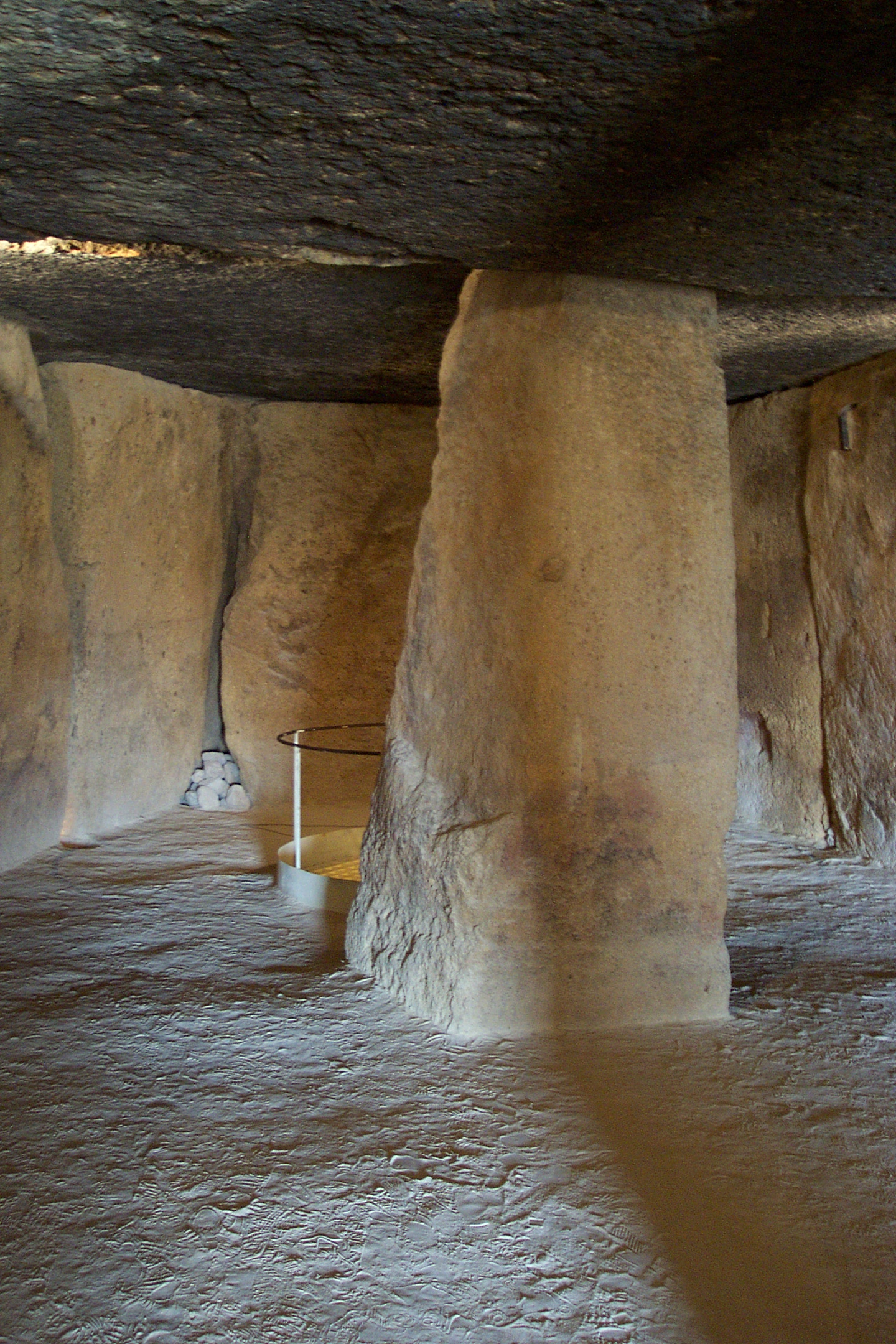
Dolmen belső tere, Antequera
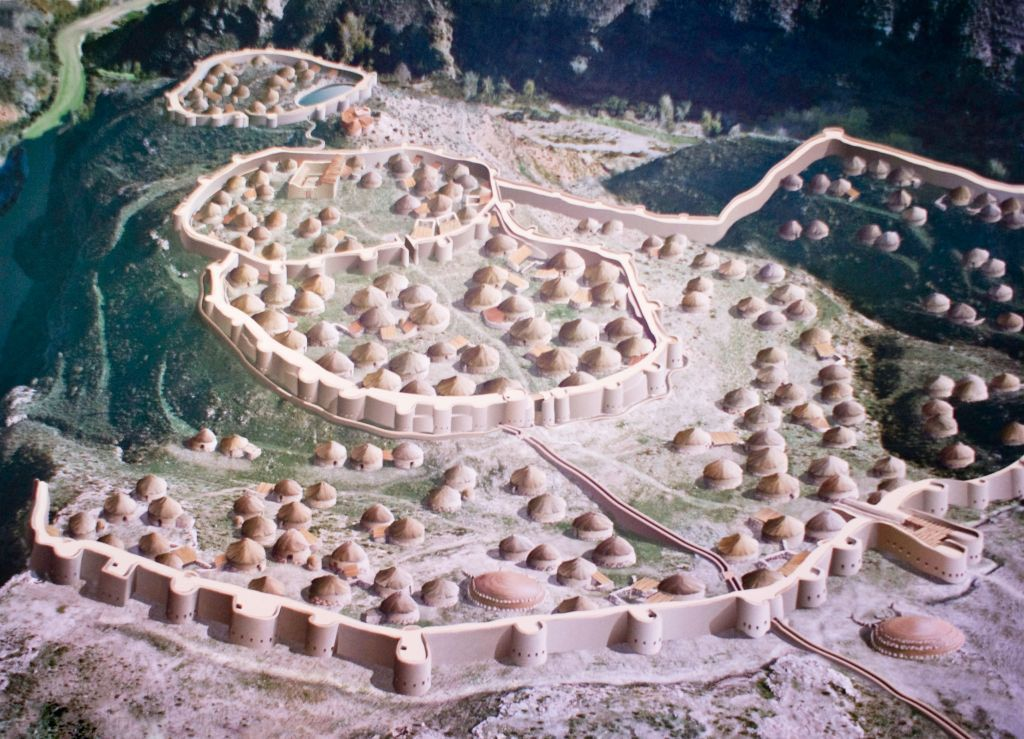
Kőrézkori település rekonstrukciója, Los Millares
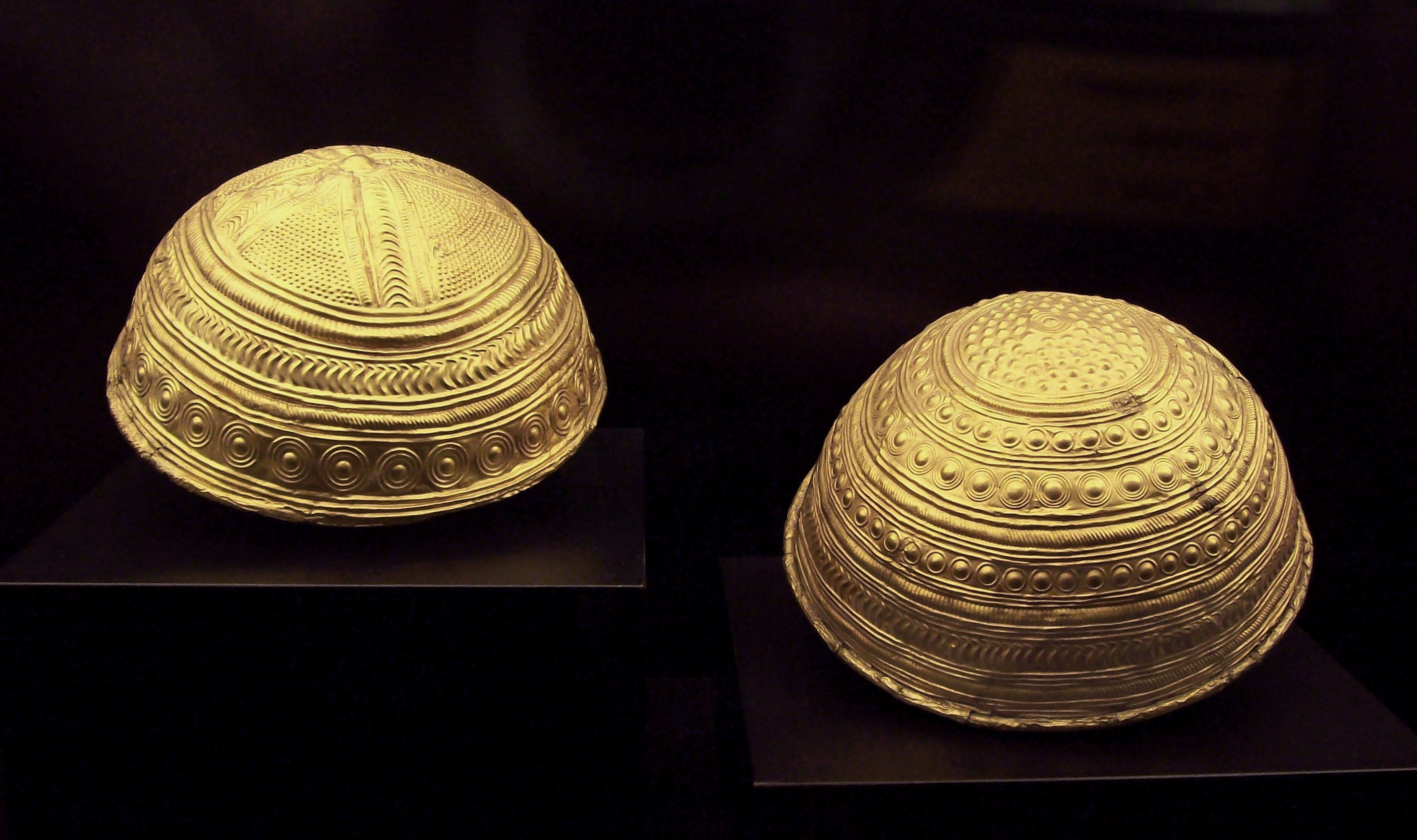
Aranytálak a bronzkorból

### Ókor
- A római uralom: Hispania

Mivel Európa és Afrika között helyezkedik el, a Pireneusi-félsziget mindig is különböző törzsek és civilizációk hódításainak célpontja volt.
A terület őslakói, a vitatott eredetű ibérek, i. e. 800 körül összeolvadtak a Pireneusokon át benyomuló keltákkal (keltiberek). Hispania gazdag érclelő helyei, ideális, hajózható partjai, előnyös földrajzi helyzete vonzották a hajós népeket. Az i. e. 10–11. században a föníciaiak telepeket létesítettek a keleti parton. Ők alapították Malacát (Malága) és Gadest (Cádiz). Az i. e. 7. században görögök jelentek meg a déli és a keleti partvidéken, akiknek később át kellett engedniük a területet a karthágóiaknak.
A második pun háborúban (i. e. 218–201) összeomlott Karthágó hatalma. A rómaiak i. e. 3. században érkeztek, de két további századba került, mire leigázták a félszigetet. A római jog, a latin nyelv és a római szokások fokozatosan az élet részei lettek. A rómaiak i. e. 197-ben két provinciát létesítettek: Hispania citeriort, és Hispania ulteriort. A luzitánok Viriathus vezetésével még felkeltek a rómaiak ellen, majd őket a keltibérek követték (Numantia ostroma, i. e. 134–133), de a felkeléseket leverték. A római uralom mélyen átalakította a társadalmat, gazdasági változásokat idézett elő (rabszolgaság, mezőgazdaság, kézműipar, bányászat, kereskedelem, utak építése). A romanizáció legerősebben a Közép-és Dél-Hispaniát hatotta át, északot (a mai Baszkföld) kevésbé. A hispaniai tartományok számos híres egyéniséget adtak a Római Birodalomnak: Marcus Valerius Martialis, Marcus Annaeus Lucanus, Lucius Annaeus Seneca, Marcus Ulpius Traianus, Publius Aelius Hadrianus. Az i. sz. 4. századtól elterjedt a kereszténység. A római uralomnak a folytonos betörések (szvévek, vandálok, alánok) és a népvándorlás vetett véget a Pireneusi-félszigeten.

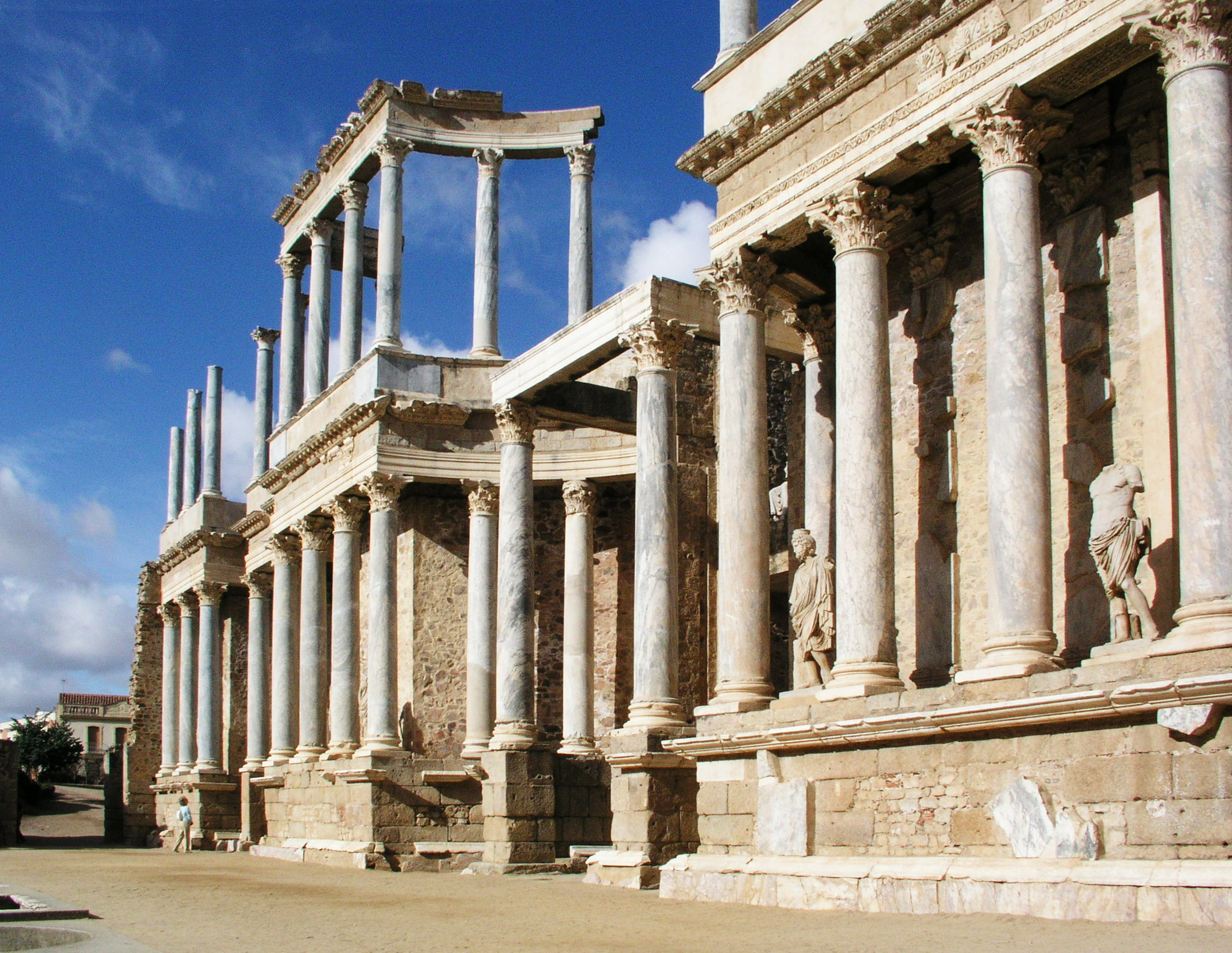
Mérida ókori római színháza
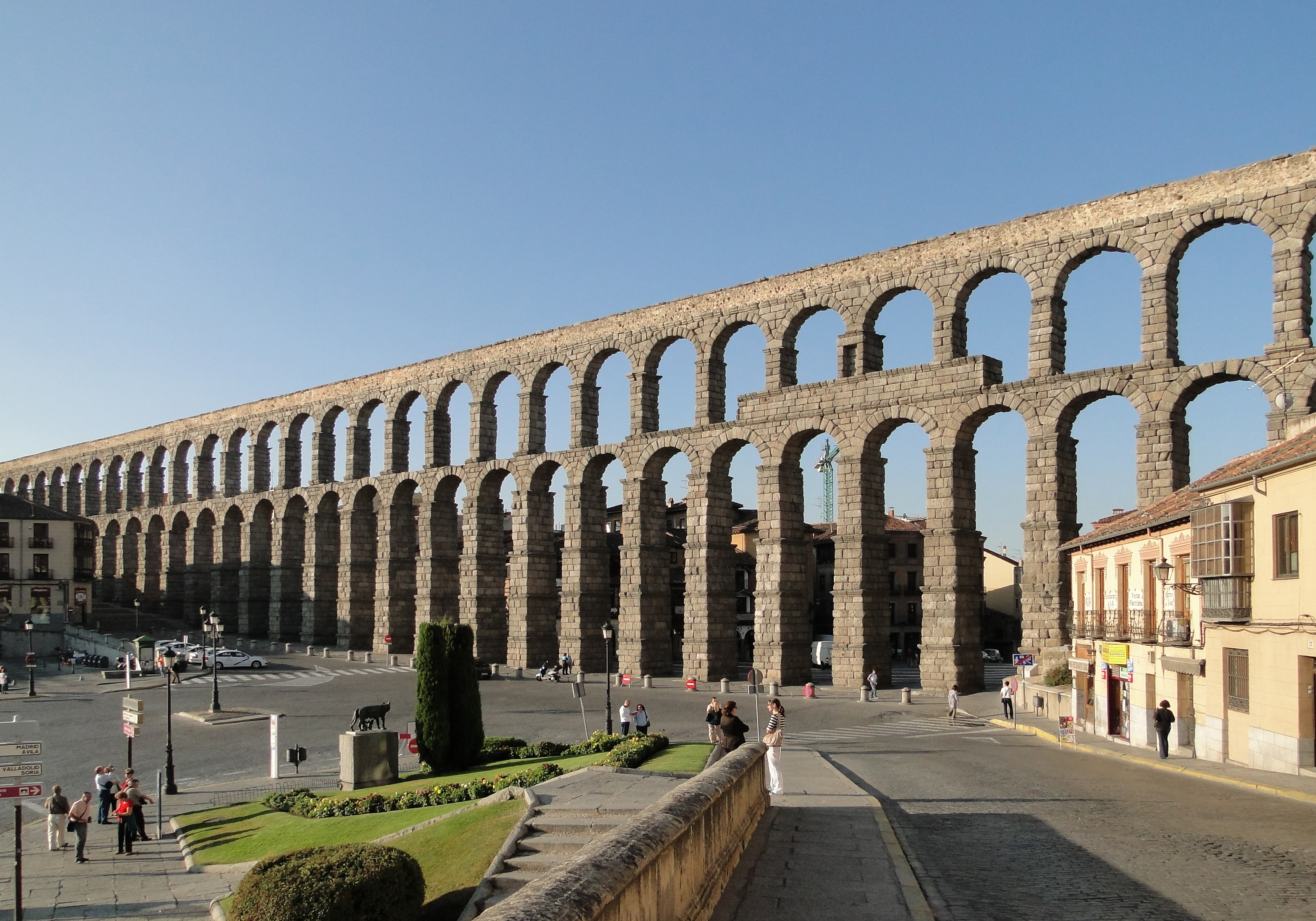
Segovia római vízvezetéke
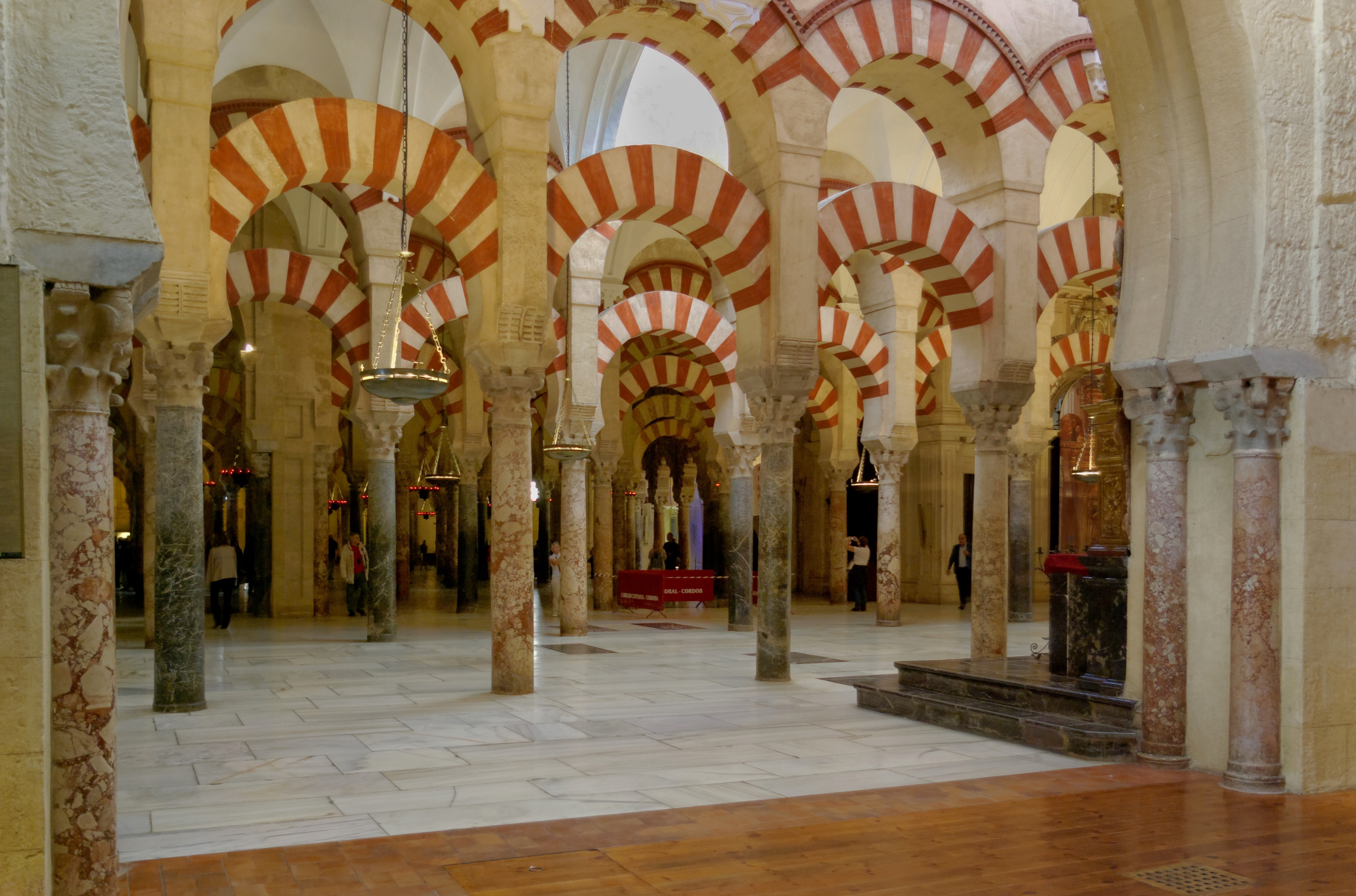
Córdobai nagymecset
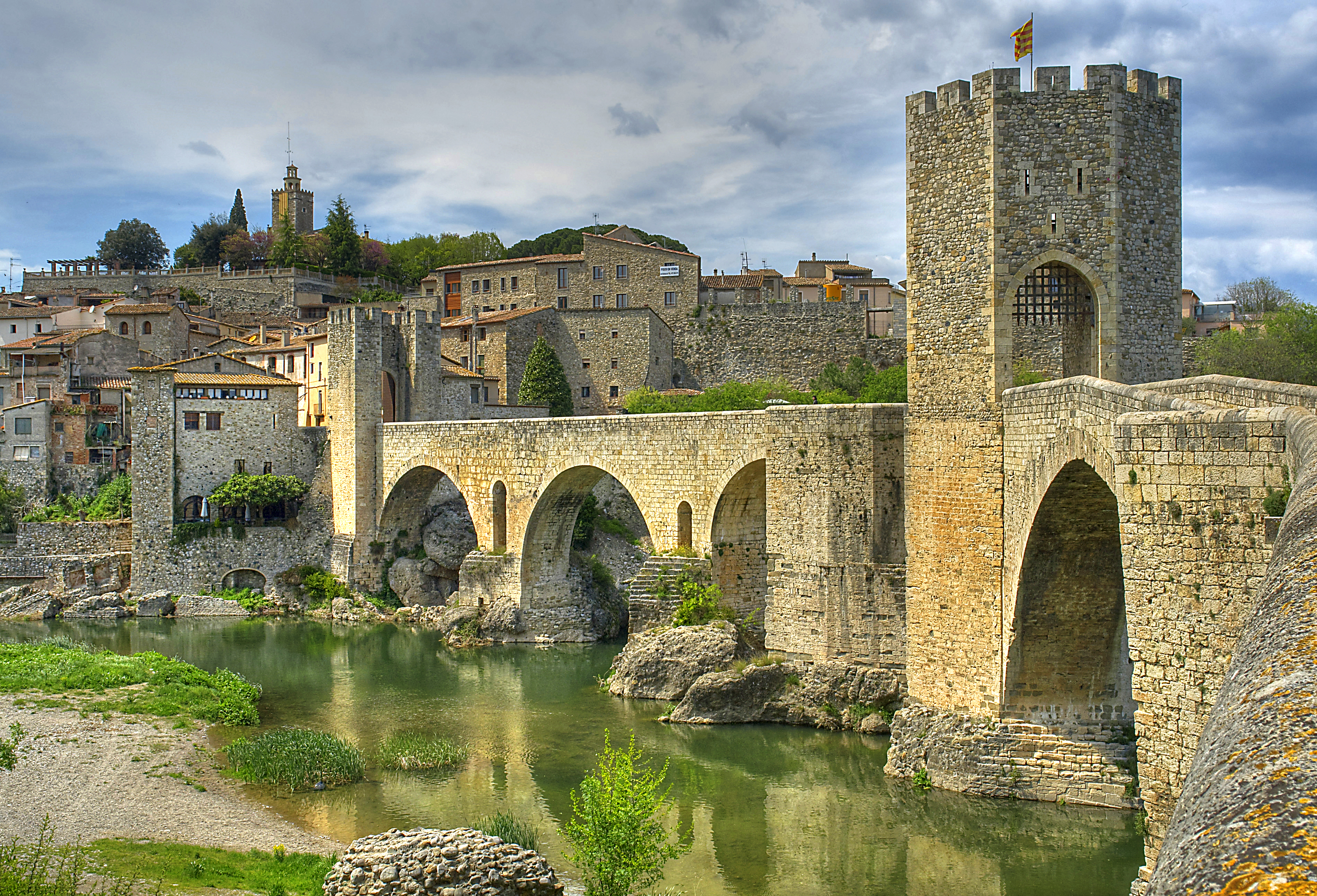
Besalú középkori építménye
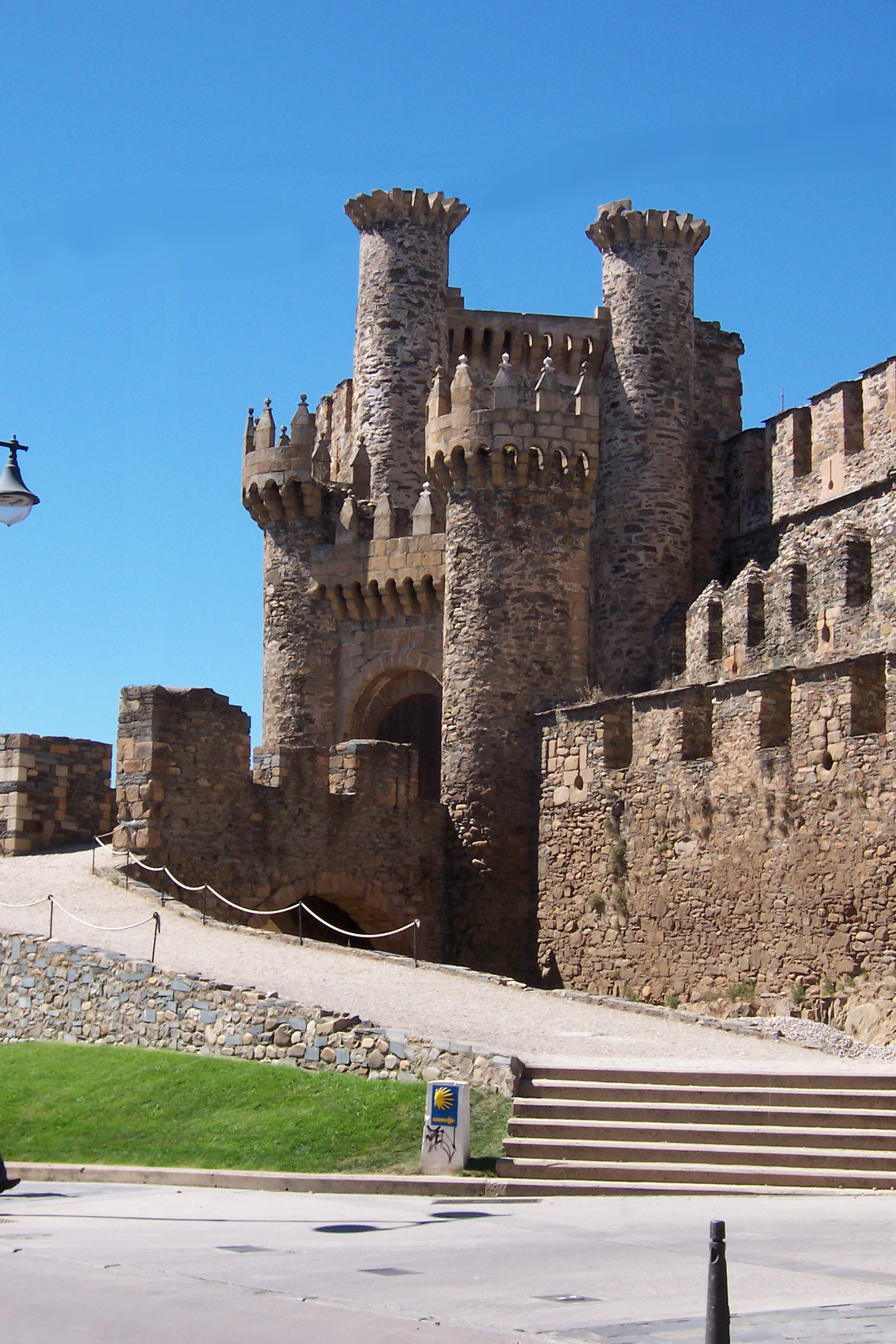
Ponferrada középkori erődje

### Középkor
- A vizigót korszak

409-ben Hispaniát megtámadták a germán törzsek, és 419-re megalapították a Vizigót Királyságot. A nyugati gótok 711-ig uralkodtak, amikor is a muzulmánok átkeltek a Gibraltári-szoroson és győzedelmeskedtek Roderik, az utolsó gót király felett. 714-re az arab hadsereg az egész félszigetet elfoglalta, kivéve az északi hegyes vidékeket. A déli (Al-Andalus, ahogyan az arabok nevezték) muzulmán megszállás közel 800 évig tartott. Ez alatt az idő alatt a művészetek és tudományok virágoztak, új terményeket és mezőgazdasági technikákat vezettek be, palotákat, mecseteket, iskolákat, kerteket és nyilvános fürdőket építettek. 722-ben Covadongánál, a félsziget északi részén, a vizigót király, Pelayo vezetésével egy kis hadsereggel először győzte le az arabokat. Szimbolikusan ez a csata jelentette a Reconquista, a terület keresztény visszahódításának kezdetét.
- A reconquista

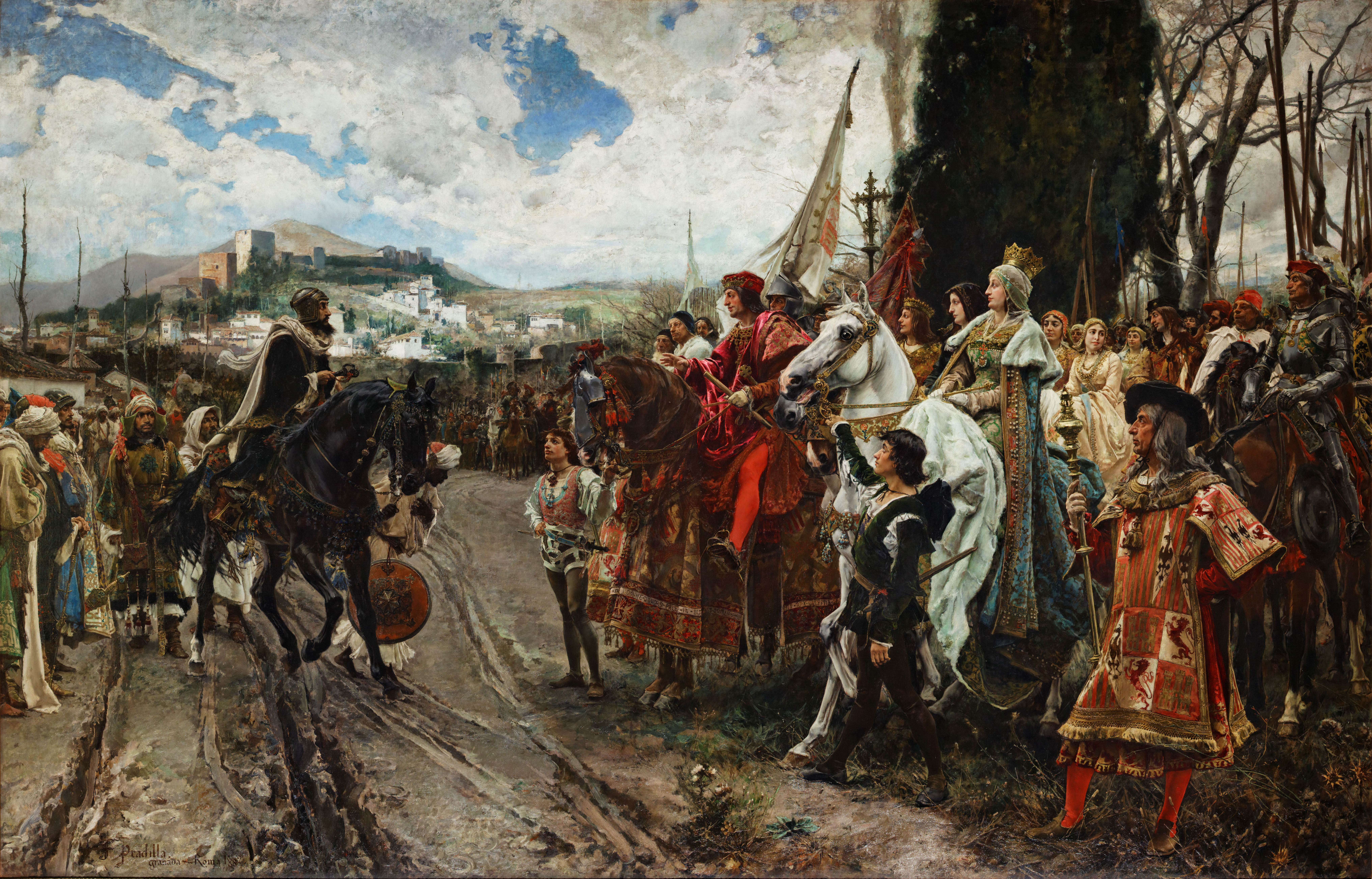
Francisco Pradilla Ortiz: Granada visszavétele

A 13. század végére Kasztília és Aragónia a keresztény hispániai területek két legerősebb királyságává nőtte ki magát, és 1479-ben egyesült Izabella (Kasztília hercegnője) és Ferdinánd (Aragónia trónörökösének) frigyével. A katolikus uralkodóként ismert pár egyesítette egész Spanyolországot. 1478-ban megalapították a könyörtelenségéről híres spanyol inkvizíciót, kivégezve és elűzve ezzel több ezer zsidót és nem keresztényt. 1482-ben megostromolták Granadát és 10 évvel később az utolsó mór király Boabdil is megadta magát, beteljesítve ezzel a reconquistát. 1492. március 31-én Izabella és Ferdinánd (los reyes católicos) – Tomás de Torquemada és az inkvizíció támogatásával – rendelkezést adott ki a spanyolországi zsidók kiűzéséről (expulsión), amelyet még abban az évben végrehajtottak.

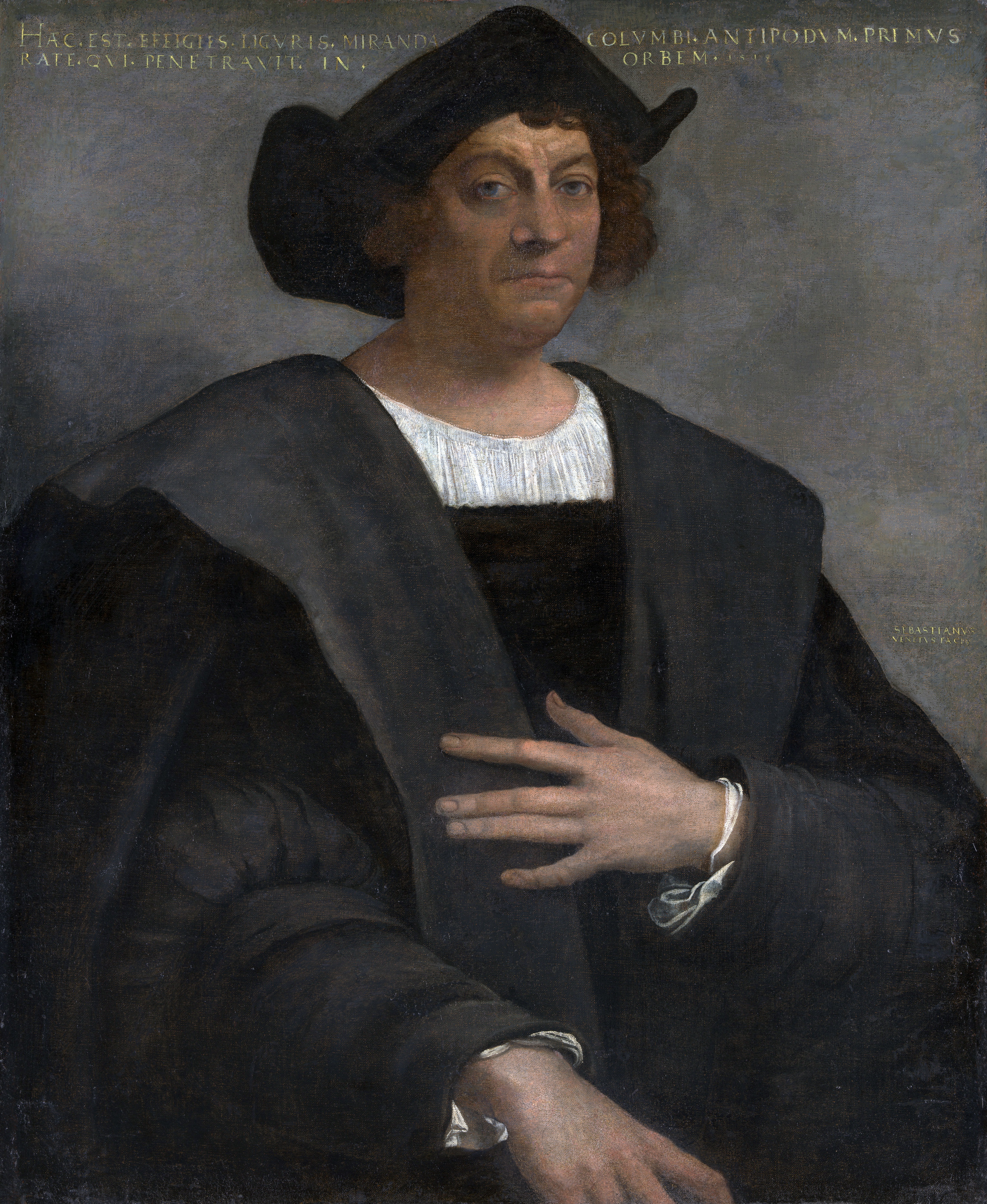
Kolumbusz Kristóf

### Újkor
- A spanyol birodalom fénykora

Spanyolország hatalmas birodalmat épített ki az Újvilágban, Kolumbusz 1492-es amerikai partraszállása után. Arany és ezüst áramlott a spanyol kincstárba Mexikóból és Peruból, miután a hódítók földeket szereztek Kubától Bolíviáig. Spanyolország monopolizálta a kereskedelmet az új gyarmatokkal, és a világ egyik leghatalmasabb nemzetévé vált. Ám ez a protekcionizmus hátráltatta a kolóniák fejlődését és egy sor költséges háborút eredményezett Portugáliával, Angliával, Franciaországgal és Hollandiával.
- Spanyol gyarmatosítás

A spanyol (piros) és a portugál (kék) birodalom kiterjedése a 17-18. században

Az Újvilágba megindult a spanyol konkvisztádorok hada. A portugálokkal ellentétben a spanyolok az Újvilágban már gyarmatokat létesítettek, nem elégedtek meg a partvidék meghódításával. A konkvisztádorok alkirályságokat hoztak létre, amelyek urai kizárólag a spanyol királynak tartoztak felelősséggel.
Elsőként Hernán Cortés vezetett hadjáratot a mexikói aztékok ellen (1519), majd Pedro de Alvarando 1523-ban a majákat hódította meg. 1531-ben Francisco Pizarro a perui Inka Birodalmat döntötte meg. A győzelmet hódítók hallatlan technikai fölénye, és az őslakosok megosztottsága biztosította. Az aztékok pl. tömeges emberáldozatokkal terrorizálták a meghódított törzseket, és ennek a hódítás véget vetett. Ugyanakkor az európaiak által behurcolt járványok nyomán az őslakosság alig 15-20%-a maradt életben.
- A birodalom hanyatlása

1808-ban I. Napóleon francia császár seregei behatoltak az országba és a spanyol korona mindinkább elvesztette a gyarmatai feletti uralmat. Egy madridi felkelést követően a spanyolok összefogtak, és öt éven át tartó függetlenségi háborút vívtak a franciák ellen. 1813-ban a francia haderőt végleg kiűzték, és 1814-ben VII. Ferdinánd visszakerült a spanyol trónra. Ferdinánd 20 éves uralkodása alatt visszaállította az inkvizíciót, üldözte a liberálisokat és a konzervatívokat, korlátozta a szólásszabadságot. A spanyol gazdaság pangott, az amerikai gyarmatok pedig kivívták függetlenségüket.
A végzetes 1898-as spanyol–amerikai háború a Spanyol Birodalom összeomlását jelentette. Spanyolország vereséget szenvedett egy sor tengeri csatában, ami Kuba, Puerto Rico, Guam és Fülöp-szigetek elvesztését eredményezte. Spanyolország gondjai tovább fokozódtak a 20. század első feléig. 1923-ban, amikor az ország a forradalom küszöbén állt, Miguel Primo de Rivera államcsínyt hajtott végre és 1930-ig katonai diktátorként kormányozta Spanyolországot. 1931-ben XIII. Alfonz király elmenekült az országból. Másnap kikiáltották a második Spanyol Köztársaságot, amely hamarosan belső konfliktusok áldozatává vált.

### A 20. században

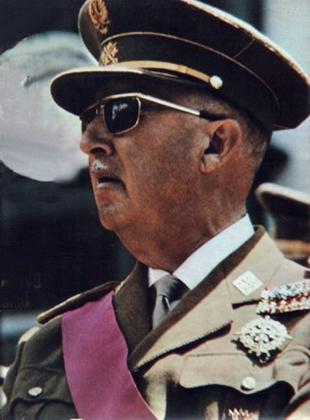
Francisco Franco diktátor

- A spanyol polgárháború és a Franco-diktatúra (1936–1975)

Amikor 1936-ban republikánus rendőrök meggyilkolták az ellenzéki nacionalisták vezetőjét, José Calvo Sotelót, a hadsereg jó indokot talált arra, hogy megdöntse a kormányt. A rákövetkező polgárháború alatt (1936–39) a nacionalisták széles körű katonai és pénzügyi támogatást kaptak a nemzetiszocialista Németországtól és a fasiszta Olaszországtól, míg a megválasztott republikánus kormány csak a szovjet segítségre és kisebb mértékben az értelmiségiekből, művészekből, írókból és a politikailag elkötelezettekből álló Nemzetközi Brigádokra támaszkodhatott. A fasizmus fenyegetése ellenére Anglia és Franciaország a háború kiszélesedésétől félve megtagadta a republikánusok támogatását.
1939-re a Franco által vezetett nacionalisták megnyerték a polgárháborút, amely több mint 350 000 spanyol halálát követelte. Franco 35 éves uralma első felében politikailag és gazdaságilag Spanyolország elszigetelődött, és gazdasági recesszió sújtotta az országot. Ez az állapot egészen az 1950-es évekig tartott, amikor a turizmus fellendülése és az Amerikával kötött nemzetközi szerződés megteremtette a forrásokat az ország gazdaságának felépüléséhez. Az 1970-es években Spanyolországnak volt a leggyorsabban fejlődő gazdasága egész Európában.
A diktatúra uralomra jutását követően – katolikus egyházi szervezetek segítségével – a fasiszta rendszer megszilárdítása érdekében kezdődött a gyermekrablási folyamat. Ez azt jelenti, hogy a politikailag megbízhatatlan polgárok újszülöttjeit elvették a szüleiktől, és örökbe adták olyanoknak, akiket politikailag megbízhatónak tartottak. Becslések szerint háromszázezer gyermeket vettek el így a szüleiktől. Tekintettel arra, hogy az egy napos gyermekeket nem kellett anyakönyvezni, őket már aznap elvették a szüleiktől, akiknek azt mondták: sajnos, meghalt a baba. Mára ez közismertté vált, és sok ezer spanyol DNS vizsgálatok segítségével kísérli megtalálni valódi családját. A gyermekek megtalálását segítő szervezet az SOS Bebés Robados A katolikus Spanyolországban a negyvenes években a kórházi ápolás feladatát szinte kizárólag katolikus apácák végezték. A rendszer és az egyház közötti jó együttműködés következménye volt a Vatikánnal 1953-ban megkötött konkordátum.
Francót, aki sosem szüntette meg a királyságot, 1975-ben bekövetkezett halála után végrendelete szerint I. János Károly (Juan Carlos I) király követte, XIII. Alfonz Bourbon-házi uralkodó unokája. Spanyolországban János Károly reformjainak köszönhetően hamarosan létrejött a parlamenti demokrácia.

#### 1975 után
Spanyolország 1986-ban csatlakozott az Európai Unióhoz. 1992-ben az ország újra reflektorfénybe került, Barcelona adott otthont az olimpiai játékoknak, Sevilla az Expo92-nek, és 1992-ben Madridot kiáltották ki Európa kulturális fővárosának. 1996 márciusában José María Aznar és Néppártja (PP) nyerte meg a választásokat, és a mandátumok felét megszerezte a Kongresszusban. Aznar liberalizálta a gazdaságot állami vállalatok privatizációjával, a munkapiac reformjával, növelte a konkurenciaharcot néhány iparágban (főként a telekommunikációban). Aznar első hivatali idejében Spanyolország belépett az Európai Gazdasági és Monetáris Unióba. Ekkor Spanyolország az Egyesült Államokkal és a NATO többi tagjával együtt katonai műveletekben vett részt az akkori Jugoszláviában. Az ország részt vett a boszniai és koszovói békemissziókban is.

### A 21. században
Aznar 2000 márciusában újra megnyerte a választásokat és abszolút többséget szerzett a parlament mindkét házában. Ez lehetővé tette Aznarnak, hogy koalíciós partner nélkül alakítson kormányt. Az ország ekkor rendíthetetlen pártfogója lett a terrorizmus elleni harcnak. A 2004-es választásokon Aznar alelnökét, Mariano Rajoyt nevezte ki a Néppárt elnökjelöltjének maga helyett. A március 11-i madridi terrortámadás utóhatásaként a Néppárt a Spanyol Szocialista Munkáspárt javára elvesztette a választásokat és vezetője, José Luis Rodríguez Zapatero lett a miniszterelnök. Zapatero olyan kormányt nevezett ki, ahol ugyanannyi nő és férfi miniszter volt. A 2008-as gazdasági válság hatására bekövetkező, illetve felerősödő spanyol problémák (az ingatlanpiaci buborék kipukkadása, a magas munkanélküliség és az egyre nagyobb állami eladósodás) Zapatero bukásához vezettek. 2011. novembere óta a konzervatív Mariano Rajoy volt a miniszterelnök, aki megszorításokkal igyekezett a bajokat orvosolni.
János Károly király lemondott a trónról VI. Fülöp javára.
A 2015. novemberi választások után 111 napon át egyik párt sem tudott koalíciós kormányt alakítani, ezért VI. Fülöp spanyol király 2016-ban rendeleti úton feloszlatta a parlamentet és új választásokat írt ki 2016. június 26-ára. A választást a Néppárt nyerte meg, a PSOE a második helyen végzett.

## Államszervezete és közigazgatása

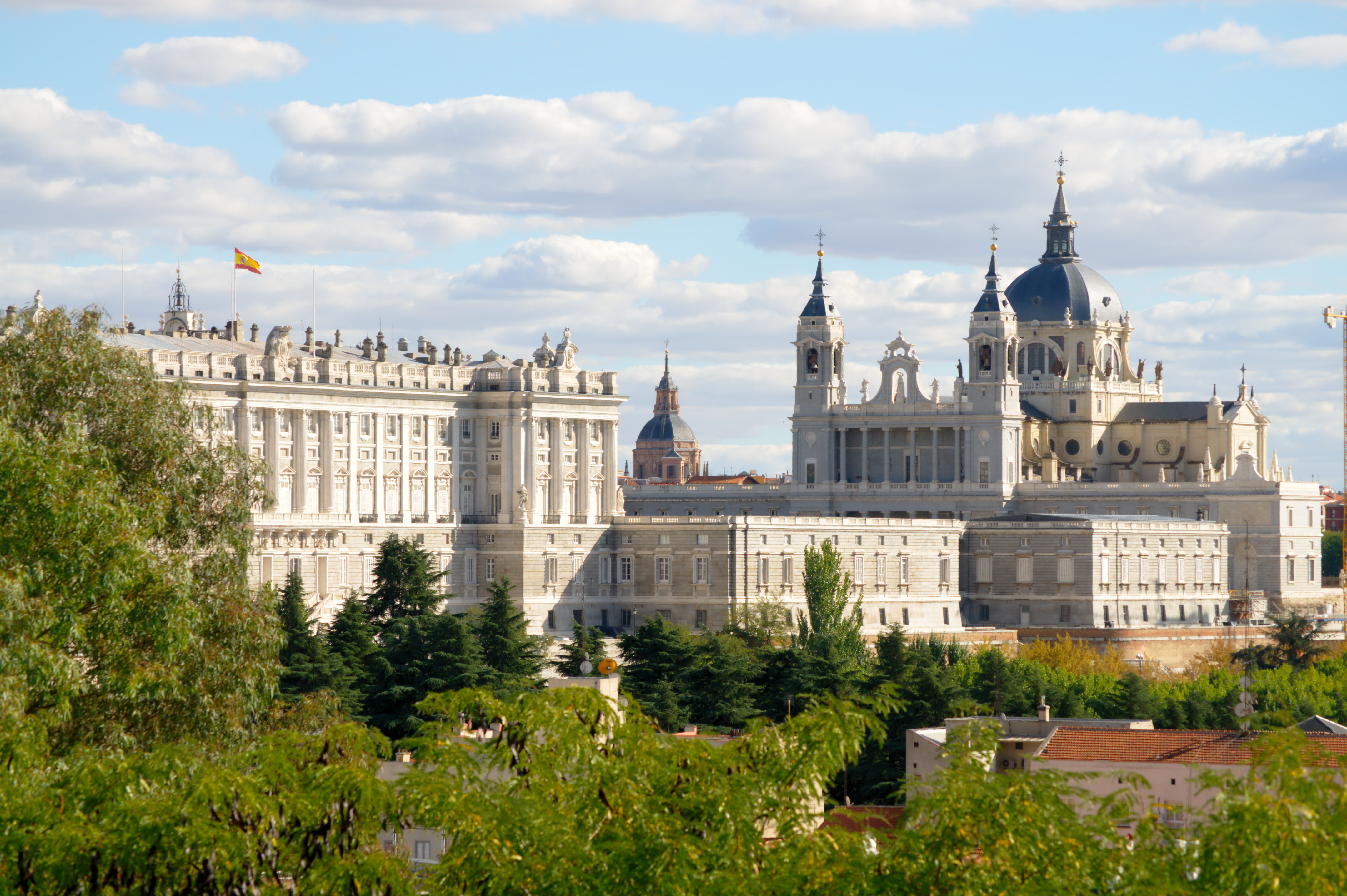
A királyi palota (balról) és az Almudena katedrális (jobbról) Madridban

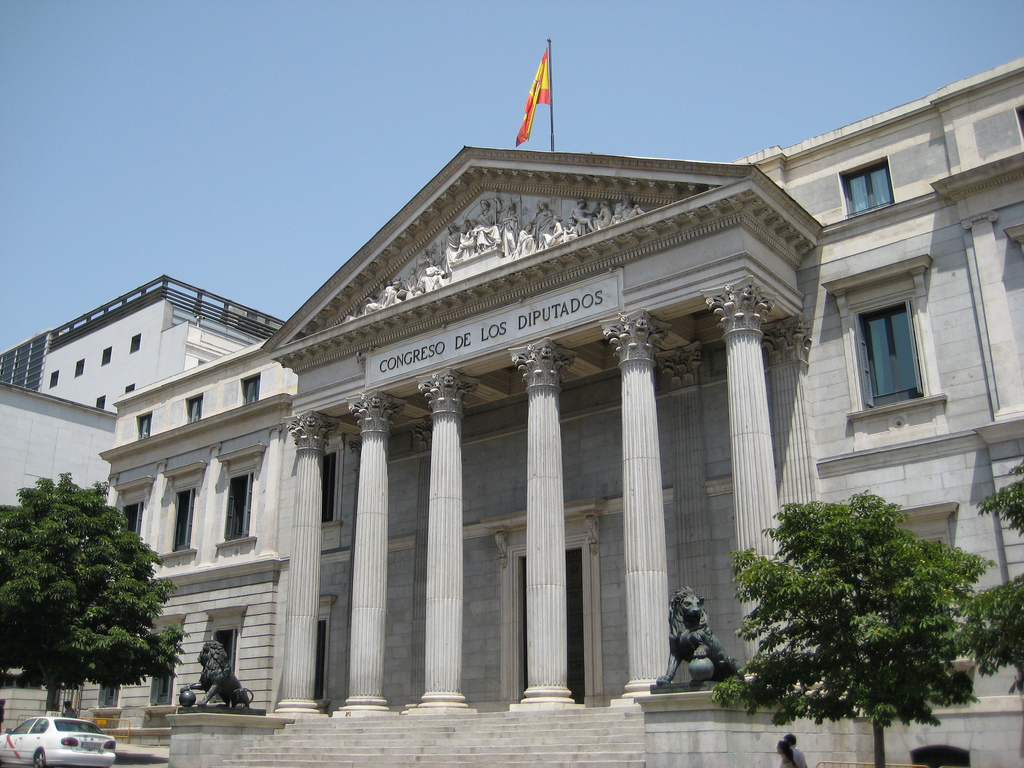
Palacio de las Cortes, a Kongresszus székháza, Madrid

A parlamentáris demokráciát Franco tábornok halála után állították vissza, 1975-ben, aki az 1939-ben véget ért polgárháború óta irányította az országot. Az 1978-as spanyol alkotmány Spanyolországot alkotmányos monarchiának nyilvánította miniszterelnökkel, aki a kétkamarás parlament, a Cortes Generales vezetője. Ennek tagjait 4 évenként választják. 1981. február 23-án néhányan a hadseregből betörtek a parlamentbe és megpróbálták megdönteni a hatalmat. A katonaság nagy része azonban hűséges maradt I. János Károly királyhoz, aki a Spanyol Hadsereg főparancsnokaként meghiúsította a puccsot.
1982 októberében a Spanyol Szocialista Munkáspárt (PSOE) Felipe González Márquez vezetésével abszolút többséget szerzett a Képviselőházban és a Szenátusban egyaránt. Gonzáles és pártja 13 évig volt kormányon. Ez idő alatt Spanyolország belépett a NATO-ba és az Európai Unióba. Az ország nagy mértékben fejlődött az oktatás, az egészségügy és munkaügy területén is.

### Alkotmány, államforma
Spanyolország államformája alkotmányos monarchia az 1978. évi alkotmány bevezetése óta. Az állam feje a király, jelenleg VI. Fülöp (spanyolul Felipe VI). A király a fegyveres erők főparancsnoka, kegyelmet gyakorolhat. Vétójoggal rendelkezik a parlamentben. Reprezentatív feladatokat lát el. Nyilvánosságra hozza, illetve jóváhagyja a parlament által hozott törvényeket, kitűzi a választásokat, összehívja és feloszlatja a parlamentet, kinevezi a miniszterelnököt és a kormány tagjait a miniszterelnök javaslata alapján.
Törvényhozás: Az ország kétkamarás parlamenttel rendelkezik, amelynek neve Cortes Generales. A törvényhozó ágat a következők alkotják:
- a Képviselői Kongresszus (Congreso de los Diputados) 350 közvetlenül, 4 évre megválasztott tagja
- a Szenátus (Senado) 259 tagja, melyből 208-at közvetlenül választanak meg, 51-et pedig a területi törvényhozó testületek jelölnek ki, szintén 4 évre.

Végrehajtó hatalom: A végrehajtó hatalmat az uralkodó által javasolt, az Országgyűlés által megválasztott kormányfő által vezetett Miniszterek Tanácsa irányítja.

### Közigazgatási beosztás
Spanyolország közigazgatása háromszintű. Az állam 17 autonóm közösségre (comunidad autónoma), 50 tartományra (provincia), továbbá mintegy 8000 községre (municipio, helyi önkormányzat) oszlik. A két észak-afrikai város, Ceuta és Melilla egyszerre autonóm város és község. Mindezeken kívül a legtöbb autonóm közösségben vannak bizonyos közigazgatási funkciói a comarca nevű területi egységnek, amely a tartománynál kisebb, de általában több községből áll, így az egykori magyar járásokhoz hasonlítható.
Az autonóm közösségek és városok mindegyike saját törvényekkel és több-kevesebb önállósággal kormányozhatja magát. Az autonómia legmagasabb fokáig eljutott közösségek Baszkföld, Galicia, Katalónia és Andalúzia.

### Politikai pártok
Spanyolország meghatározó jellegű politikai tömörülései:
- Spanyol Szocialista Munkáspárt (PSOE)
- Néppárt (PP)
- VOX (VOX) – konzervatív párt
- Polgárok – A Polgárság Pártja (Ciudadanos) – közép-jobb párt
- Podemos (Podemos) – baloldali párt
- Konvergencia és Unió (CiU) – katalán párt
- Egyesült Baloldal (IU)
- Baszk Nacionalista Párt (PNV) – baszk párt
- Herri Batasuna (HB) – baszk párt

### Védelmi rendszer
- Hadsereg

Spanyolország katonai költségvetése 9 milliárd amerikai dollár, a GDP 1,1%-a volt 2003-ban. Teljes személyi állománya 77 000 fő (2006-ban), tartalék 295 000 fő (2000-ben). Mozgósítható lakosság 10 569 785 fő 2000-ben, amelyből 8 481 690 fő alkalmas katonai szolgálatra.
1997 óta a férfiaknak hat hónapos kötelező katonai szolgálati időt ír elő a törvény. 1996 előtt még 9 hónapos szolgálati idő volt. A katonai szolgálatot megtagadók száma évente eléri a 100 000 főt.
Spanyolország 1982-ben lett a NATO tagja, 1986-ban a tagságot népszavazás útján is megerősítették. 1988-ban az Amerikai Egyesült Államok kivonta légierőit a Torrejónban található támaszpontról.
- Az idegenlégió: Spanyol Idegenlégió (Legión Espanola vagy egyszerűen La Legión)
- Csendőrség (Guardia Civil): A fegyveres testület létszáma 66 000 fő, férfiak és nők vegyesen vannak kötelékében (2004).
- Rendőrség (Policia local)

## Népesség

### Demográfia
2007. január 1-jén Spanyolország lakossága hivatalosan 45 116 894 fő volt). Ebből 40 634 326 spanyol állampolgár, 4 482 568 bevándorló volt. 2007-ben 957 000 fővel (2,12%) növekedett a népesség, így a lakosság száma immár a 46 milliót is meghaladja. Az állam népsűrűsége 93 fő/km² (2018), ami a többi nyugat-európai országéhoz képest alacsony, és a lakosság eloszlása is aránytalan. A fővárost, Madridot övező területeken kívül a partvidék a legsűrűbben lakott.
A 20. században Spanyolország lakosságának száma megduplázódott, köszönhetően az 1960-as és 1970-es évek látványos demográfiai fellendülésnek.
Az ország átlagos termékenységi rátája (TFR) : 1,28, ami nem éri el a népesség fenntartásához szükséges mértéket (2,1) és egyike a legalacsonyabbaknak a világon. Az, hogy a népesség – ami 2000-ben még csak 40 millió volt – az utóbbi 5 évben mégis évi 700 000 fővel  nőtt, csakis a bevándorlásnak köszönhető. Az ország jelenkori fejlődésében a főváros mellett a tengerpartok jutottak előnyhöz – ezért ezek ma is a legsűrűbben lakott területek, ahol 80-500 fő él km²-enként.
- Átlagos népsűrűség: 93 fő/km² (2018).
- Városi lakosság: az össznépesség 82%-a (2018)[22]
- Várható átlagos élettartam: 82,8 év. (2015)[23]

### Népességének változása
| Lakosok száma | 30 455 000 | 32 682 947 | 34 817 071 | 37 439 035 | 38 535 617 | 39 189 400 | 39 926 268 | 44 397 319 | 46 773 055 | 48 592 909 |
|               | 1960       | 1967       | 1973       | 1980       | 1986       | 1993       | 1999       | 2006       | 2012       | 2024       |

### Demográfiai térképek
|  |  |  |

### Etnikai megoszlás

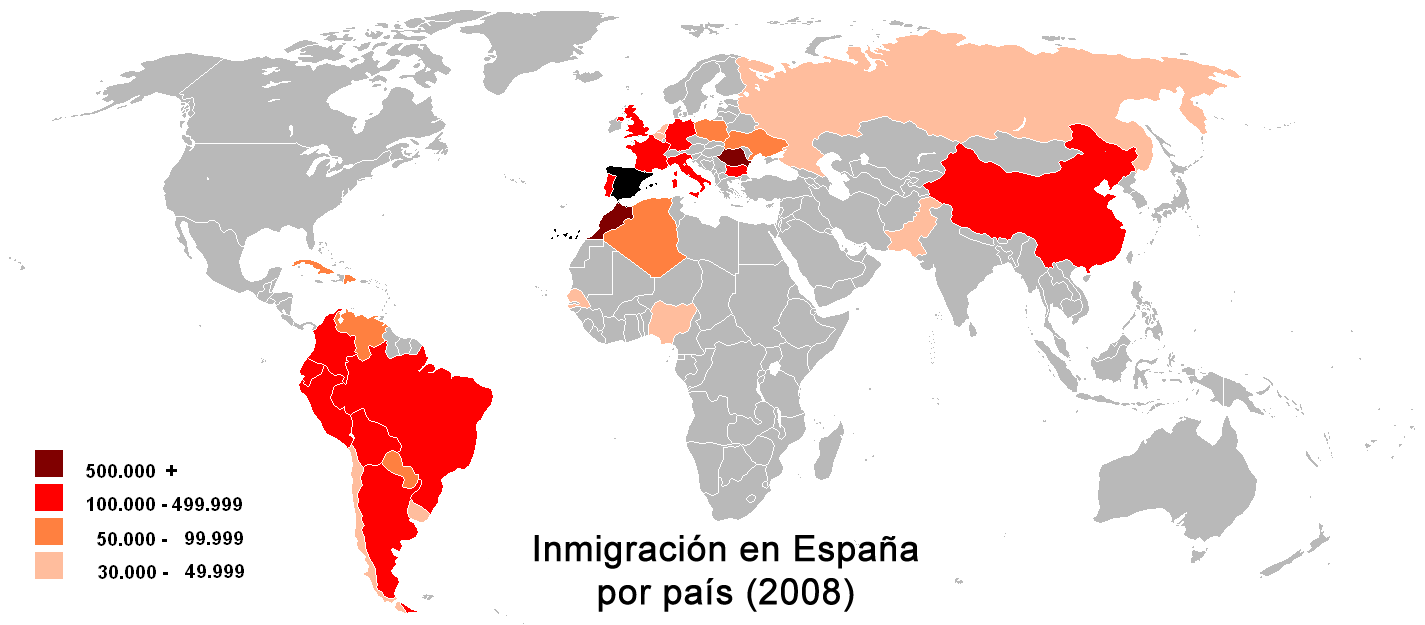
A bevándorlók eredete 2008-ban

A 21. század elején a lakosság 62%-a kasztíliai spanyol. 17% az autonóm Katalóniában élő katalán. A szintén autonóm Galícia lakói, a gallegók aránya 6%. A senkivel sem rokon baszkok, Baszkföld lakói 2%-ot tesznek ki. Szintén 2% az aránya az országban szétszórtan élő cigányoknak. Az országban milliós nagyságrendben élnek a latin-amerikaiak, afrikaiak és kínaiak.
Az Európai Unió bevándorlásának jelentős része Spanyolországban csapódik le. 2020-ban a külföldiek nagy részét a latin-amerikaiak, a marokkóiak és a románok teszik ki.
2020-as hivatalos adat alapján a lakosság születési helye a következő volt:

### Vallás
Bár a spanyol alkotmány második fejezete kimondja, hogy az országnak nincs fő vallása, a legtöbb követője mégis a katolikus egyháznak van. A spanyolok 76%-a vallja magát katolikusnak, 2% valamilyen más vallás követőjének és 19% nem hívőnek vagy ateistának. 2006 októberében a Spanyol Szociológiai Kutatások Központja elvégzett egy közvélemény-kutatást, amely szerint a magát katolikusnak valló emberek 54%-a nem, vagy csak nagyon ritkán jár templomba, 15%-a egy évben néhányszor, 10%-a havonta néhány alkalommal és 19%-a minden vasárnap és néha kétszer is egy héten.
A jelenlegi nagy bevándorlási hullámok ahhoz vezettek, hogy Spanyolországban megnövekedett a iszlám hívők száma, és ma már 1 millió muszlim él az országban. Spanyolország fő területein nem éltek muszlimok századokon keresztül; bár a gyarmati terjeszkedéskor Észak- és Nyugat-Afrikában az elfoglalt területeken iszlám hívők is éltek, főként Spanyol Marokkóban és Nyugat-Szaharában. Manapság az iszlám a második legjelentősebb vallás Spanyolországban, és körülbelül a népesség 3%-a sorolja magát ehhez a felekezethez.

### Nyelvek
Spanyolországban összesen öt különböző nyelvet (illetve ezek nyelvjárásait), valamint két dialektust beszélnek. A hivatalos államnyelv, amelyet mindenki beszél, a kasztíliai spanyol. A bonyolult ősi és nem indoeurópai eredetű baszk nyelv kivételével valamennyi nyelv és dialektus a latin nyelvből származik. A spanyol államnyelv mellett a katalán, a galiciai (amely tulajdonképpen portugál nyelvváltozat), valamint a baszk hivatalos nyelvek a saját autonóm közösségeikben. Az ötödik nyelv a katalánnal közeli rokonságban lévő okcitán, amelynek gascon dialektusát (spanyolországi sztenderdizált változata az aráni) a Pireneusok Aran-völgyében beszélik. Az asztúriai és az aragóniai a kasztíliaival közeli rokonságban lévő középkori dialektusok folytatásai, erősen visszaszoruló helyzetben. Az utóbbi három nyelvváltozat hivatalos elismert és állami védelemben részesül, azonban nem rendelkezik hivatalos státusszal.

## Gazdaság

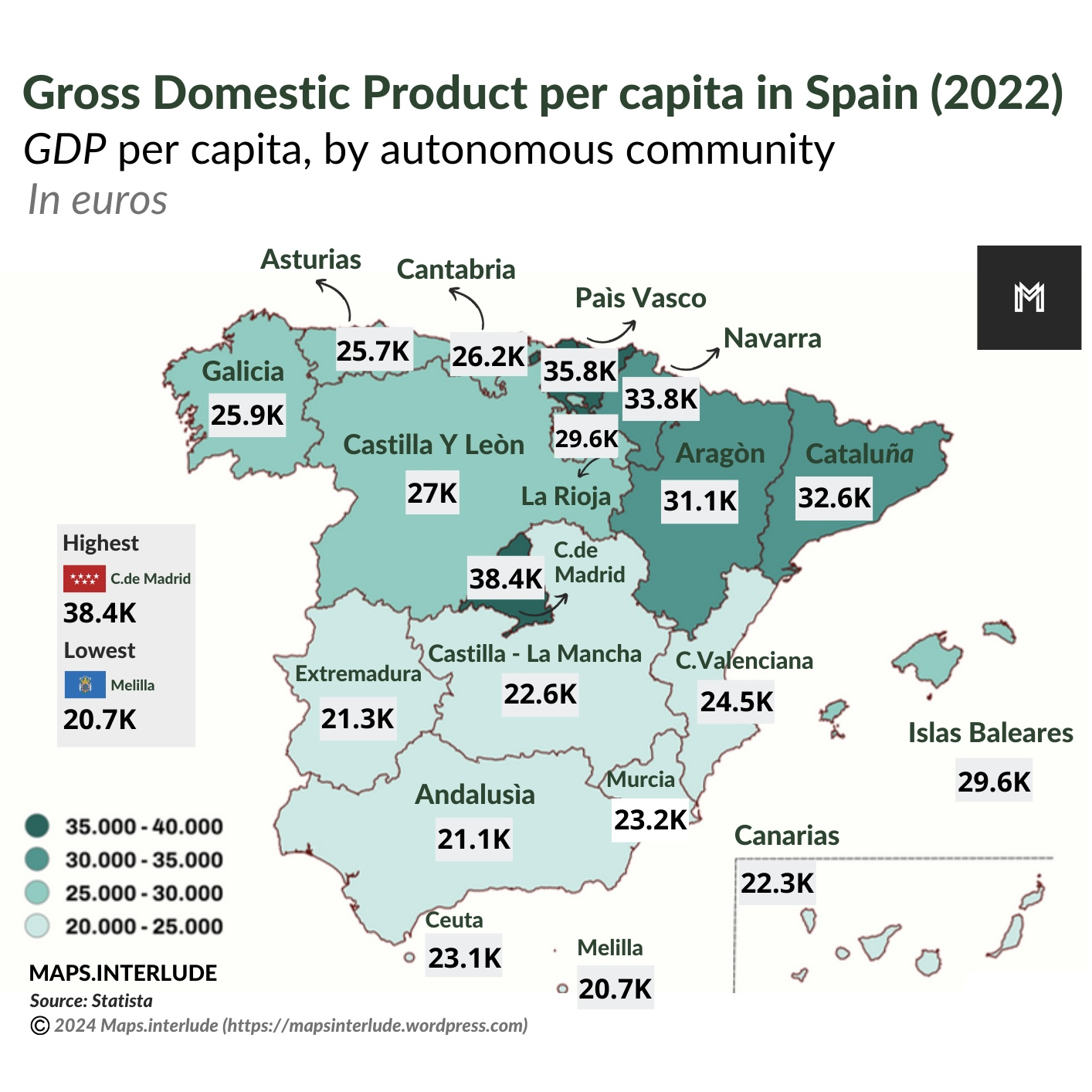
Spanyolország egy főre eső GDP-je autonóm közösségenként 2022-ben euróban
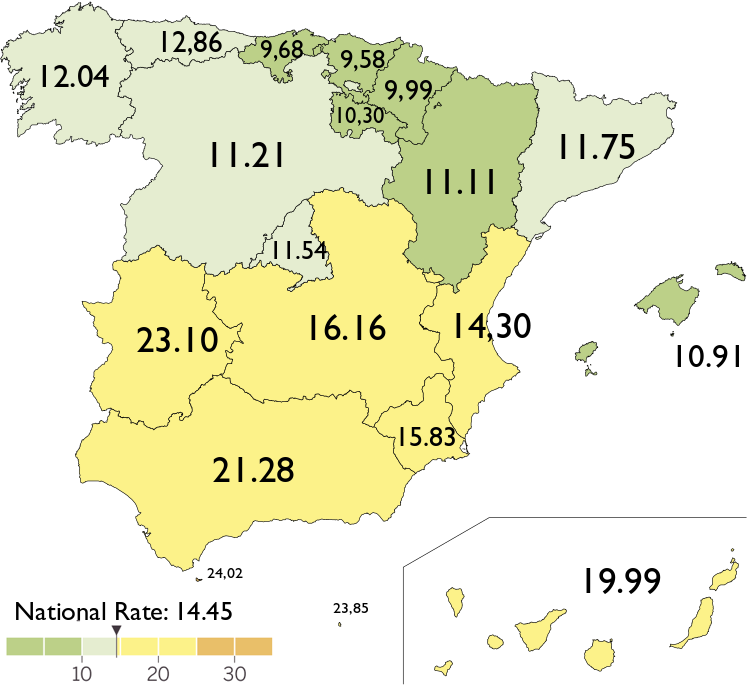
Munkanélküliségi ráta Spanyolországban autonóm közösségenként 2019-ben százalékban

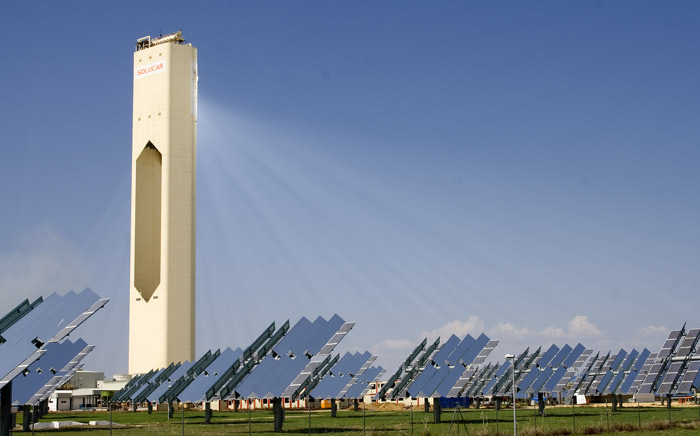
A PS10 naphőerőmű Sevilla mellett

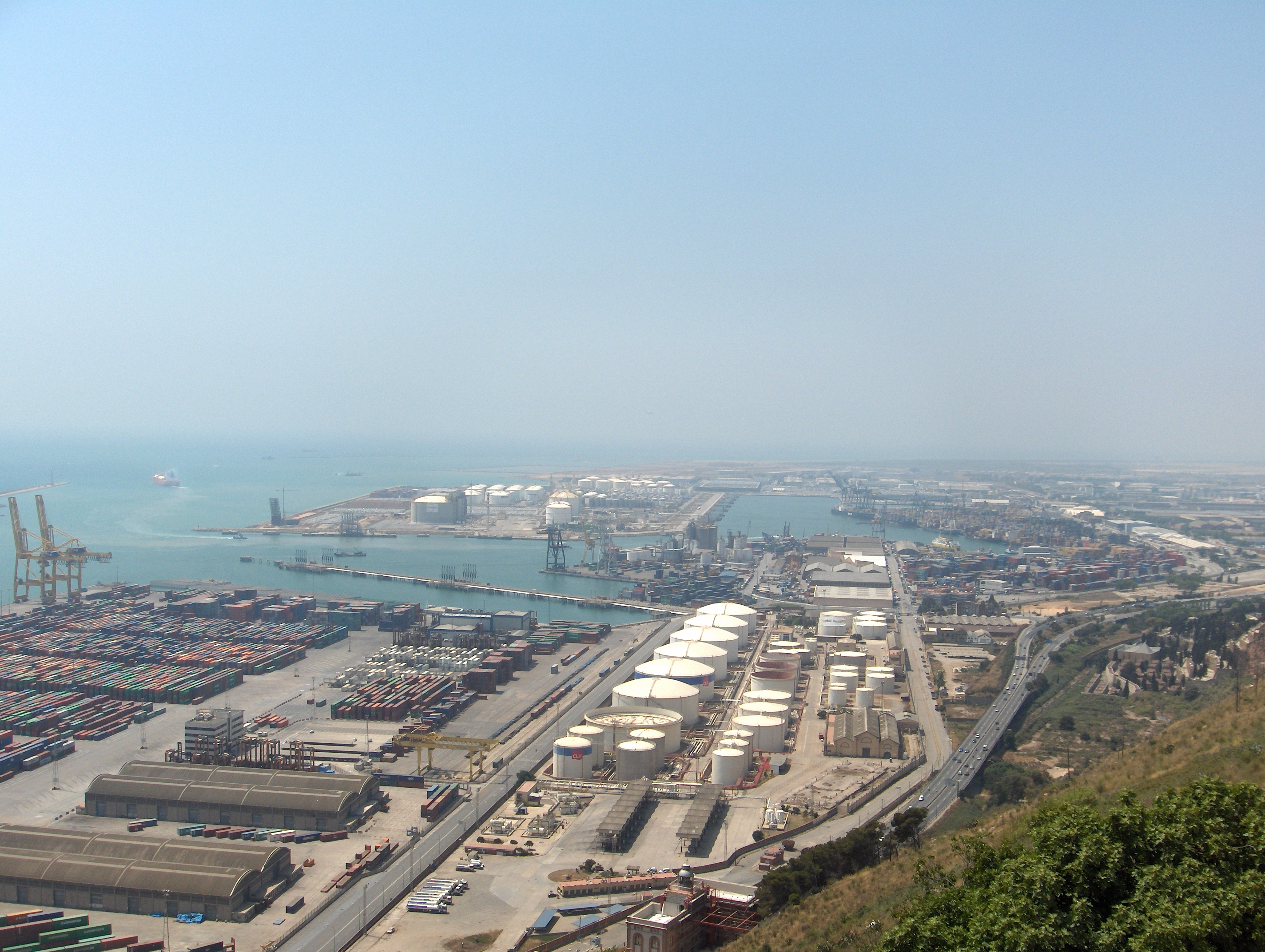
Barcelona, kikötő

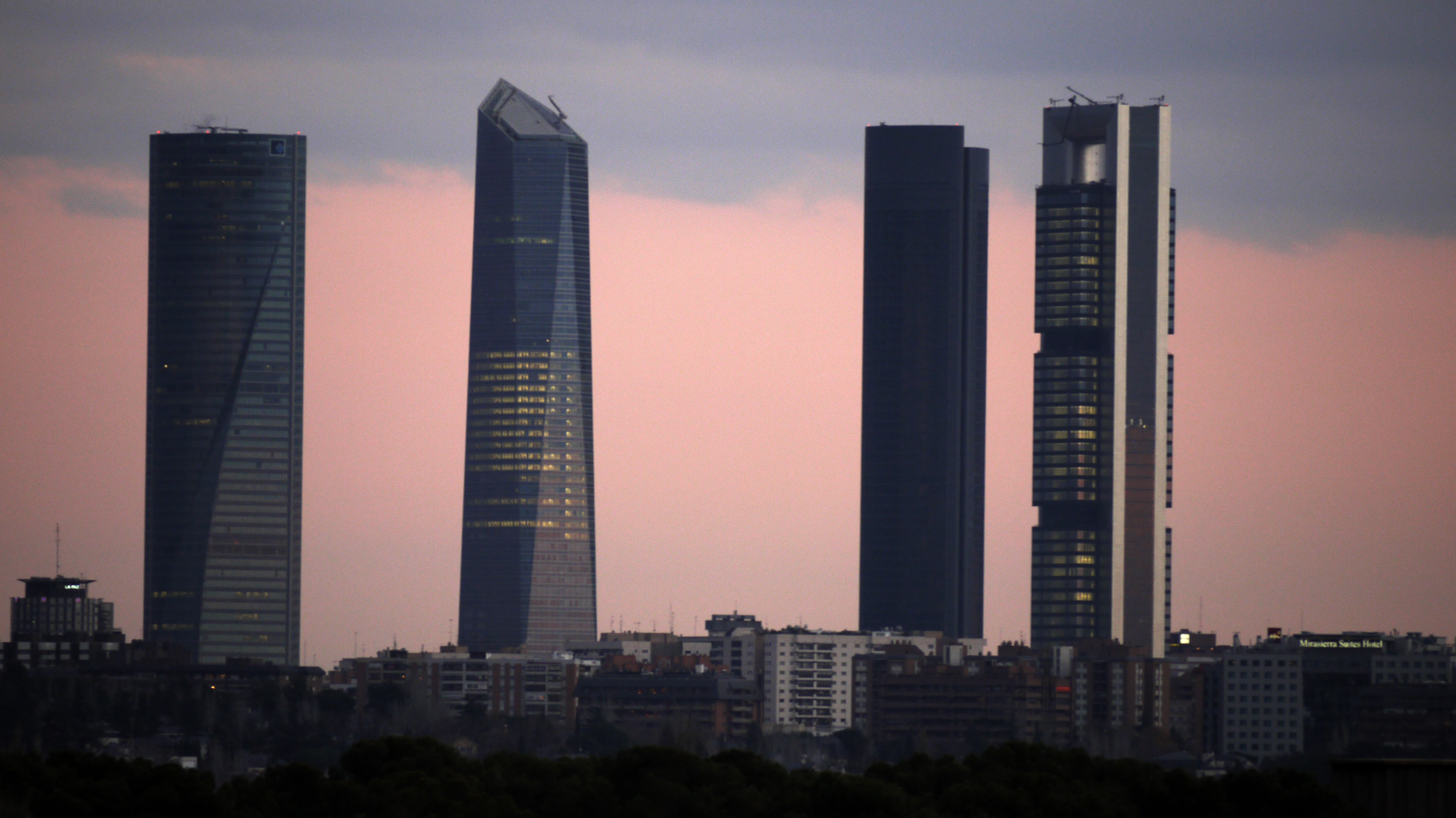
Madrid üzleti negyedének felhőkarcolói

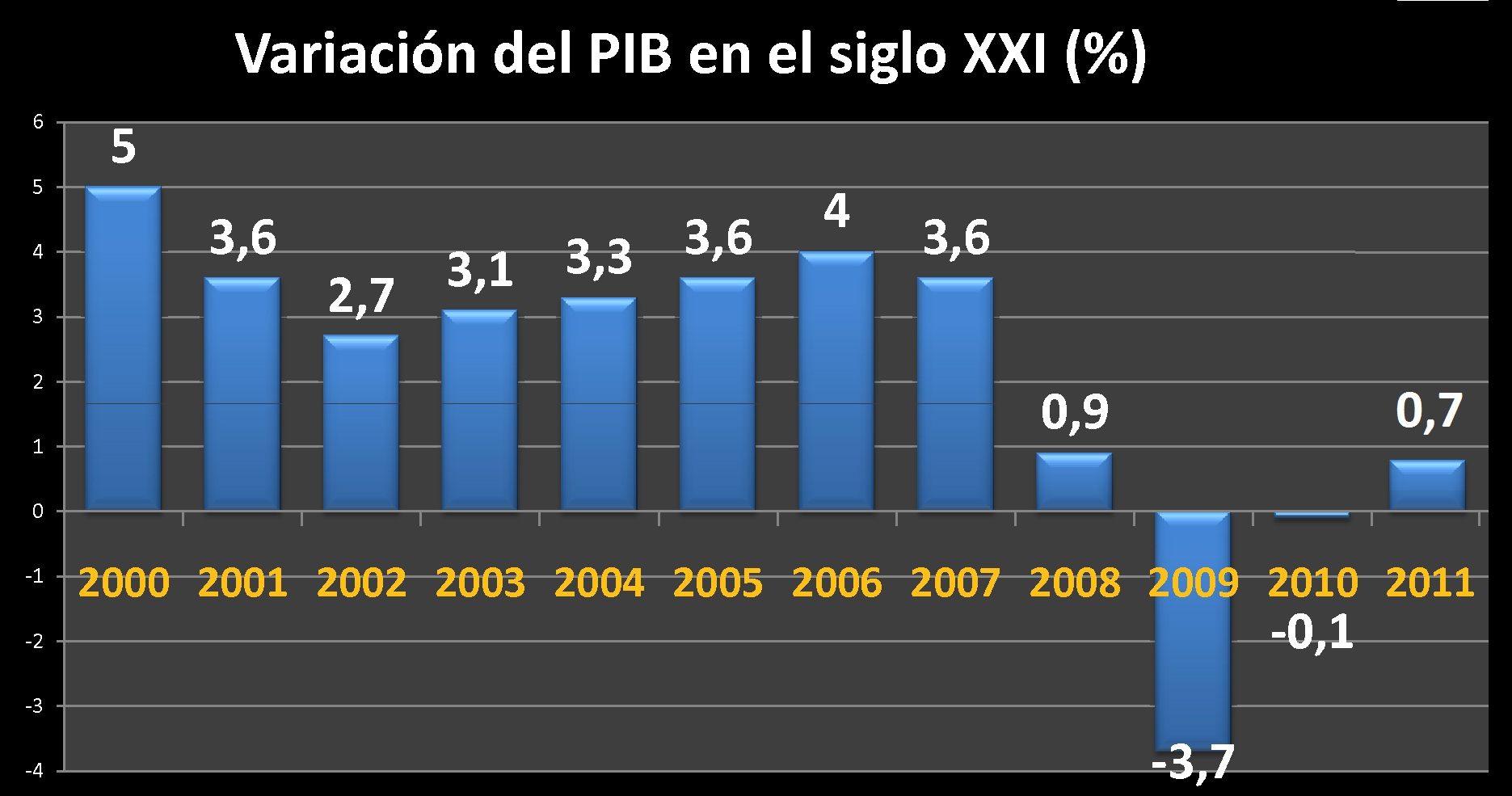
Az ország GDP-jének változása 2000–2011 között

Spanyolország gazdasági mutatói 2010-2018 között:

| Év   | GDP (milliárd euro) | GDP per fő (euro) | GDP növekedés (reál) | Infláció | Munkanélküliség | Államadósság (GDP %-ban) |
| ---- | ------------------- | ----------------- | -------------------- | -------- | --------------- | ------------------------ |
| 2010 | 1 080,9             | 23 215            | 0,0%                 | 1,8%     | 19,9%           | 60,1%                    |
| 2011 | 1 070,4             | 22 904            | −1,0%                | 3,2%     | 21,4%           | 69,5%                    |
| 2012 | 1,039.8             | 22 324            | −3,0%                | 2,4%     | 24,8%           | 85,7%                    |
| 2013 | 1,025.7             | 22 014            | −1,7%                | 1,4%     | 26,1%           | 95,5%                    |
| 2014 | 1 037,8             | 22 340            | 1,4%                 | −0,1%    | 24,4%           | 100,4%                   |
| 2015 | 1 080,0             | 23 271            | 3,4%                 | −0,5%    | 22,0%           | 99,4%                    |
| 2016 | 1 118,5             | 24 107            | 3,3%                 | −0,2%    | 19,6%           | 98,9%                    |
| 2017 | 1 163,6             | 25 115            | 3,1%                 | 2,0%     | 17,2%           | 98,4%                    |
| 2018 | 1 208,2             | 25 800            | 2,6%                 | 1,2%     | 14,4%           | 97,2%                    |

### Mezőgazdaság
A mezőgazdaság fontos szerepet játszik az ország gazdasági életében, különösen a földművelés jelentős. A campo secanót (száraz földet) külterjesen, öntözés nélkül művelik, legfőbb terményei az árpa, a búza és a hüvelyesek. A campo regadíón (öntözött földön) citrusfélék, gabona, szőlő és zöldségfélék teremnek. Spanyolország a világ első olajbogyótermesztője évi mintegy egymillió tonnával. Bor- és olívaexportja kiemelkedő, Katalónia Európa második pezsgőexportőre (Franciaország után).
Állattenyésztése alacsony színvonalú: juh, selyemhernyó, sertés. A gazdaságban fontos szerepet játszik a halászat, bár az 1980-as évek óta az Európai Unió előírásai ezt is korlátozzák. Legfontosabb központjai Galicia és a Kanári-szigetek; fő terményei a tonhal, a szardínia, a tengeri csuka, a makréla, a szardella, a tintahal és a kagyló.

### Ipar
Bányászata: Spanyolországban főleg az északi vidékeken, Galíciában, Asztúriában, Baszkföldön, illetve a délebbre eső területek közül a Sierra Morena hegyében és a Bétikai-Kordilerrákon foglalkoznak bányászattal. Bányászati központok: szén – Oviedo, vasérc – Bilbao, Santander, réz – Andalúzia. További nyersanyagok: urán, kőolaj, földgáz, só. Higany termelésben első a világon.
Energiaforrása a hazai feketekőszén kitermelésén alapul, de az atomerőművek és vízerőművek is fontos szerepet játszanak. 53,25% a villamosáramnak hőerőművekből származik, 16,40% vízerőművekből, 23,77% atomerőművekből. Spanyolország déli részén már üzembe állítottak napkollektorokat.
Nyersanyagaira fejlődő ipar települt. Vaskohászat: centruma Bilbao, Avilés. Gépgyártás: főleg járműipar, gépkocsigyártás – centruma: Barcelona, vasúti járművek gyártása és hajógyártás. Vegyipar: kénsavgyártás, műtrágya előállítása, gyógyszergyártás, gumigyártás. Könnyűipari vezető iparágazatai: textilipar (centruma Katalónia) és az élelmiszeripar. Fontos a halfeldolgozás.

### Szolgáltatóipar
A szolgáltató szektorban a foglalkoztatottak 57%-a dolgozik.

#### Idegenforgalom
Kiemelkedő jelentőségű állami bevételforrás az idegenforgalom (turizmus). Spanyolország turisztikai vonzását egyrészt tengerpartjai, másrészt kultúrájának sokszínűsége alapozza meg. 2000-ben az ország vezető helyen állt a világörökség kincseinek ranglistáján, ekkor 38 volt számuk.
- Fő idegenforgalmi központok: a Costa Brava, a Costa del Sol, a Baleár-szigetek (sp. Islas Baleares) és a Kanári-szigetek (sp. Islas Canarias).
- Látogatók létszáma: 1978-ban még csak 3 millió külföldi látogatott az országba, ez manapság 49-54 millió turista/év. 1998-ban 57 millió látogató tette a világ 5. leglátogatottabb és Európa 2. leglátogatottabb országává (az első Franciaország volt). 2005-ben 55,5 millió turista kereste fel, ebből 14,5 millióan Katalóniában jártak. Legfontosabb küldő országok: Franciaország, Portugália, Németország, Nagy-Britannia, Oroszország.
- Bevételek: a 12-15 milliárd USD idegenforgalomból származó bevétel egy részét útépítésre és a helyi iparágak fejlesztésére fordítják. Az idegenforgalom részesedése a nemzeti termékből: 21,2% (1989).

#### Külkereskedelem
- Importált termékek: üzemanyag, gépek, közlekedési eszközök, élelmiszer.
- Exportált termékek: nyersanyagok (vas és acél), gépek (személygépkocsi, tehergépjármű), mezőgazdasági termékek (olíva, citrusfélék, bor), textiltermékek, közszükségleti cikkek.
- Fontos külkereskedelmi partnerei: Franciaország, Németország, Olaszország, Nagy-Britannia, Amerikai Egyesült Államok, Kína és Dél-Amerika.

Legfőbb kereskedelmi partnerek 2017-ben:
- Export:  Franciaország 15,1%,  Németország 11,3%, Olaszország 7,8%, Portugália 7,1%, Egyesült Királyság 6,9%, USA 4,4%
- Import:  Németország 14,2%,  Franciaország 11,9%, Kína 6,9%, Olaszország 6,8%, Hollandia 5,1%, Egyesült Királyság 4%

## Közlekedés

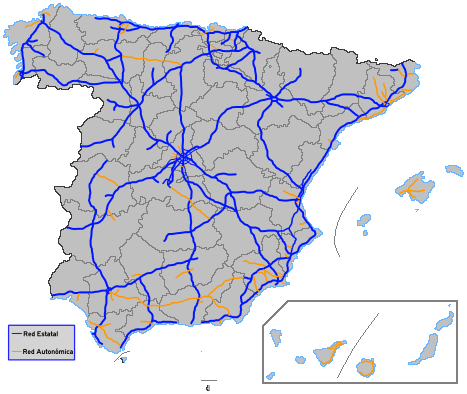
Spanyolország gyorsforgalmi útjai

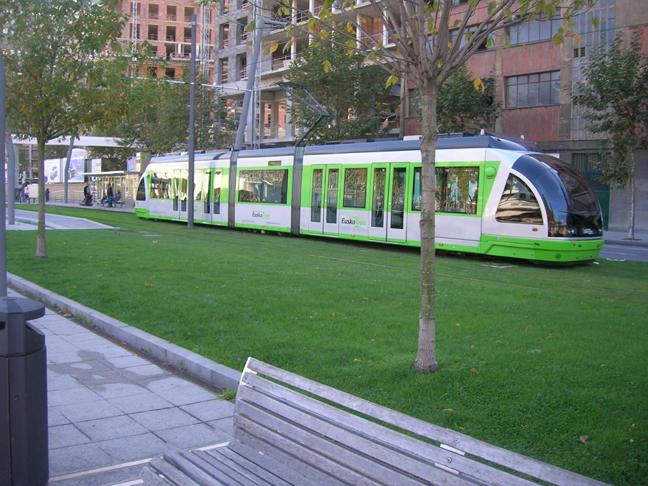
Modern villamos Bilbaóban

### Közúti közlekedés
A spanyol közutak hossza 2003-ban 666 300 km volt. Az autópályák hossza kb. 3000 km.

### Vasúti közlekedés
A vasútvonalak hossza 15 288 km (2008), részben állami, részben magánkézben, cégek tulajdonában van. Az országban a nyomtávolság 1668 mm-es, szemben az európai standard 1435 mm-rel. Emiatt a francia határon nyomtávváltásra van szükség.
1992-ben elkészült az ország első nagysebességű vasútvonala is, a Madrid–Sevilla nagysebességű vasútvonal, amely az AVE hálózat első szakasza volt. 2004-ben a Madrid-Barcelona közötti vonal nyílt meg. Jelenleg az AVE hálózat hossza 3100 km.
Nemzeti vasúttársasága a RENFE.

### Vízi közlekedés
19 nagy kikötője közül a legfontosabbak Barcelona és Bilbao kikötői. Valencia, Gijón és Palma de Mallorca ugyancsak jelentős forgalmat mutat fel. Kereskedelmi hajóflottája 144 hajóból áll (2004).

### Légi közlekedés
Az országban 93 repülőtér van. A légi közlekedésben a legfőbb szerepet madridi Barajasi repülőtér és Barcelona repülőtere tölti be.
További nemzetközi repterek: Málaga, Alicante, Palma de Mallorca, Las Palmas de Gran Canaria, Santa Cruz de Tenerife – a turizmusban fontosak. Santiago de Compostela és Sevilla repülőterei is nagy forgalmat bonyolítanak le.

## Telekommunikáció
|                | Spanyolország | Kanári-Szigetek | Ceuta        | Melilla      |
| Hívójel prefix | EA-EH, AM-AO  | EA-EH, AM-AO    | EA-EH, AM-AO | EA-EH, AM-AO |
| ITU zóna       | 37            | 36              | 37           | 37           |
| CQ zóna        | 14            | 33              | 33           | 33           |

## Kultúra
Spanyolország kultúráját különféle történelmi befolyások alakították, gyökereiben elsősorban a római előtti kelta és ibériai kultúrán alapul. Majd más ókori népek, például a rómaiak, a föníciaiak, a karthágóiak és a görögök is gyakoroltak némi befolyást. Az ókori rómaiak a nyelv és a vallás területén is tartós örökséget hagytak a spanyol kultúrában, mivel Róma létrehozta Hispániát politikai, jogi és közigazgatási egységként. A későbbi spanyol nemzet történelme további elemeket adott az ország kultúrájához és hagyományaihoz.

## Sport
1992-ben Barcelonában rendezték meg az olimpiát.

### Labdarúgás
A spanyol labdarúgó-válogatott 1964-ben, 2008-ban, 2012-ben és 2024-ben megnyerte a labdarúgó Európa-bajnokságot, 2010-ben pedig a labdarúgó Világbajnokságot.
A válogatott mellett rendkívül sikeresek a spanyol klubcsapatok. A bajnokság három legsikeresebb csapata, amely eddig minden szezont az első osztályban töltötte, a Real Madrid, a Barcelona és az Athletic Bilbao. További nevesebb spanyol csapatok: Valencia, Atlético Madrid, Sevilla

### Tenisz
- Rafael Nadal
- Fernando Verdasco
- Carlos Alcaraz

### Formula–1
A Formula–1 már szinte a kezdetektől képviselteti magát az országban. A Spanyol Nagydíjat már a sorozat második évében, 1951-ben megrendezték Pedralbesben. Később Jarama és Montjuïc között változott a helyszín, előbbi a páros, utóbbi a páratlan években adott otthont a versenynek. 1976-tól csak Jaramában indultak. 1981-től öt évig egy újabb helyszín, Jerez rendezte a nagydíjat. Néhány évig egyébként az Európai Nagydíjat is Jerezben rendezték. 1991-től a jelenlegi helyszínen, a Circuit de Catalunya elnevezésű Barcelonához közeli versenypályán folyik a verseny.
Az F1 legismertebb spanyol versenyzője Fernando Alonso. Karrierjét a Minardiban kezdte, még 2001-ben. Egy év tesztpilótai szerződés után a Renault-hoz került, ahol 2005-ben és 2006-ban egyaránt világbajnoki címet szerzett, megszakítva Michael Schumacher ötéves egyeduralmát. 2010 és 2014 között a Ferrarinál szerepelt.2014-2018 között visszatért egykori csapatához a McLarenhez és a 2018-as Abu Dhabi-i nagydíjon vonult vissza a száguldó cirkusztól. Rajta kívül három spanyol szerepelt az utóbbi években, Jaime Alguersuari, Pedro de la Rosa és Carlos Sainz Jr.. Utóbbi a Red Bull Racing fiókcsapatánál, a Scuderia Toro Rosso-nál és a Renaultnál versenyzett. A 2019-es szezontól Ő vette át Alonso helyét a McLarennél. Jelenleg a Ferrari pilótája.

### MotoGP
A MotoGP-ben az F1-gyel ellentétben több spanyol vonatkozású siker lelhető fel. A 70-es és 80-as években két rendkívül sikeres spanyol versenyző, Jorge Martínez és Ángel Nieto uralták az alsóbb kategóriákat. Utóbbi tizenhárom világbajnoki címével a mai napig az örökranglista második helyén áll, és több más összevetésben is rendkívül jó. A közelmúlt, illetve a jelen legsikeresebb versenyzői a kétszeres világbajnok Àlex Crivillé, a még ma is versenyzők közül pedig a háromszoros győztes Dani Pedrosa, az ugyancsak háromszor első Jorge Lorenzo vagy a 2010-es 125 köbcentiméteres, 2012-es Moto2-es világbajnok Marc Márquez, aki 2013, 2014, 2016, 2017, 2018 után 2019-ban is diadalmaskodott a legrangosabb világbajnoki sorozatban.
Itt is rendeznek Spanyol Nagydíjat, aminek nagyrészt Jerez adott otthont. Néhány évben a versenyt Jaramában, illetve Montjuïcben rendezték.

### Rali
A rali-világbajnokság 1990-es és 1992-es világbajnoka Carlos Sainz volt egy Toyota Celica volánjánál. Később többször végzett a második és harmadik helyeken is. Jelenleg a Dakar-ralin indul, amelyet 2010-ben meg is nyert. A katalán rali jelenleg is tagja a versenynaptárnak.
Az IRC spanyol versenyét Asztúriában rendezik. A sorozat 2007-es győztese Enrique García Ojeda.